# 100 de femei (BBC)
100 de femei (în engleză 100 Women) este o serie cu formate multiple înființată de BBC în 2013. Seria anuală examinează rolul femeilor în secolul al XXI-lea și a inclus de-a lungul timpului evenimente organizate la Londra și Mexic. Structura listei constă în inițierea unui „sezon internațional dedicat de BBC femeilor”, care durează trei săptămâni și cuprinde transmisiuni, reportaje online, dezbateri și artciole de presă pe tema femeilor. Femeile din întreaga lume sunt încurajate să participe prin intermediul rețelelor sociale și să comenteze lista, precum și la interviurile și dezbaterile care urmează după publicarea listei.

## Istoric
După violul în grup din Delhi din 2012, inspectorul BBC Liliane Landor, editorul BBC Fiona Crack, împreună cu alți jurnaliști, au fost inspirate să creeze o serie axată pe problemele și realizările femeilor în societatea contemporană. Ele au simțit că multe dintre problemele cu care se confruntă femeile nu au fost suficient documentate și analizate în profunzime, iar în martie 2013, BBC a primit „un flux de feedback din partea ascultătorilor”, potrivit căruia corporația ar trebui să ofere mai mult „conținut realizat de și despre femei".
BBC a lansat această serie în 2013 pentru a aborda subreprezentarea femeilor în mass-media. Femeile care aveau să participe la primul program au fost alese prin sondaj în 26 de servicii lingvistice diferite. Întregul proces s-a desfășurat pe parcursul unei luni și a culminat cu o conferință organizată pe 25 octombrie, în cadrul căreia 100 de femei din întreaga lume au discutat despre problemele pe care le împărtășeau. Au fost dezbătute o gamă largă de subiecte, de la provocările legate de locurile de muncă, feminism, până la maternitate și religie, pentru a examina atât provocările culturale, cât și cele sociale cu care se confruntă femeile în viața de zi cu zi.
De atunci, seria a acoperit multe subiecte, inclusiv educație, asistență medicală, salarizare egală, mutilare genitală, violență domestică și abuz sexual și încearcă să ofere femeilor o platformă unde să poată discuta strategii viabile pentru a îmbunătăți lumea și a elimina sexismul. Femeile incluse pe listă sunt din întreaga lume și își desfășoară activitatea în diverse domenii. Sunt incluse femei deja celebre, dar și persoane mai puțin cunoscute.

## Laureate

### 2024
Lista din 2024 a fost publicată pe 3 decembrie și a inclus femei care se confruntă cu diverse conflicte și crize umanitare. Lista a fost împărțită în cinci categorii, printre care și Pionierii climatici.

#### Pionierii climatici
| Imagine | Nume                     | Țară                     | Descriere                                        |
| ------- | ------------------------ | ------------------------ | ------------------------------------------------ |
|         | Maheder Haileselassie    | Etiopia                  | Fotografă                                        |
|         | Nejla Ișık               | Turcia                   | Conducătoarea satului și militantă pentru pădure |
|         | Adenike Titilope Oladosu | Nigeria                  | militantă pentru justiția climatică              |
|         | Inna Modja               | Mali                     | Artistă și militantă pentru climă                |
|         | Enas Al-Ghoul            | Teritoriile palestiniene | Inginer agronom                                  |
|         | Shilshila Acharya        | Nepal                    | Antreprenor de sustenabilitate                   |
|         | Naomi Chanda             | Zambia                   | Fermier și antrenoare                            |
|         | Rosmarie Wydler-Wälti    | Elveția                  | Profesoară și militantă pentru climă             |
|         | Sasha Luccini            | Canada                   | Informaticiană                                   |
|         | Rosa Vásquez Espinoza    | Peru                     | Biolog chimist                                   |
|         | Brigitte Baptiste        | Columbia                 | Ecologistă                                       |

#### Cultură și educație
| Imagine | Nume                      | Țară                     | Descriere                                               |
| ------- | ------------------------- | ------------------------ | ------------------------------------------------------- |
|         | Olivia McVeigh            | Regatul Unit             | Make-up artist                                          |
|         | Christina Assi            | Lebanon                  | Jurnalist fotograf                                      |
|         | Dilorom Yuldosheva        | Uzbekistan               | Croitoreasă și femeie de afaceri                        |
|         | Xuân Phượng               | Vietnam                  | Regizoare de film, autoare, proprietară de galerie      |
|         | Eugenia Bonetti           | Italia                   | călugăriță                                              |
|         | Lesley Lokko              | Ghana/Regatul Unit       | arhitectă                                               |
|         | Su Min                    | China                    | Excursionistă și influencer                             |
|         | Anat Hoffman              | Israel                   | militantă religioasă                                    |
|         | Hinda Abdi Mohamoud       | Somalia                  | jurnalistă                                              |
|         | Svetlana Anokhina         | Rusia                    | militantă pentru drepturile omului                      |
|         | Hamida Aman               | Afghanistan              | Antreprenor media și pentru educație                    |
|         | Johana Bahamón⁠(d)         | Columbia                 | activistă socială                                       |
|         | Idania del Río            | Cuba                     | antreprenor în modă                                     |
|         | Helen Molyneux            | Regatul Unit             | Co-fondator, Monumental Welsh Women                     |
|         | Shin Daewe                | Myanmar                  | regizoare de film                                       |
|         | Cristina Rivera Garza     | Mexic/SUA                | scriitoare                                              |
|         | Shahrnush Parsipur        | Iran/SUA                 | scriitoare și traducătoare                              |
|         | Plestia Alaqad            | Teritoriile palestiniene | jurnalistă și poetă                                     |
|         | Zhanylsynzat Turganbaeva  | Kirgistan                | manager de muzeu                                        |
|         | Sharon Kleinbaum          | SUA                      | rabin                                                   |
|         | Margarita Barrientos      | Argentina                | fondatoarea unei cantine                                |
|         | Yasmeen Mjalli            | Teritoriile palestiniene | Designer                                                |
|         | Tracey Emin               | Regatul Unit             | Artistă                                                 |
|         | Roxy Murray               | Regatul Unit             | activistă pentru drepturile persoanelor cu dizabilități |
|         | Maheder Haileselassie     | Etiopia                  | fotografă                                               |
|         | Pooja Sharma              | India                    | ritualuri funerare                                      |
|         | Linda Dröfn Gunnarsdóttir | Islanda                  | manager al unui adăpost pentru femei                    |
|         | Harbia Al Himiary         | Yemen                    | inginer pentru conservarea patrimoniului                |
|         | Maria Teresa Horta        | Portugalia               | poetă                                                   |

#### Divertisment și sport
| Imagine | Nume                  | Țară          | Descriere                              |
| ------- | --------------------- | ------------- | -------------------------------------- |
|         | Vinesh Phogat         | India         | luptătoare de wrestling                |
|         | Joan Chelimo Melly    | Kenya/România | alergătoare de cursă lungă             |
|         | Hend Sabry            | Tunisia       | actriță                                |
|         | Naomi Watanabe        | Japonia       | comediantă                             |
|         | Gaby Moreno           | Guatemala     | muziciană latino-pop                   |
|         | Allyson Felix         | SUA           | atletă, alergătoare pe distanță scurtă |
|         | Zakia Khudadadi       | Afganistan    | paraolimpică Taekwondo                 |
|         | Noella Wiyaala Nwadei | Ghana         | muziciană afro-pop                     |
|         | Tracy Otto            | SUA           | arcaș                                  |
|         | Hadiqa Kiani          | Pakistan      | cântăreață și textieră                 |
|         | Zhiying (Tania) Zeng  | Chile         | jucătoare de tenis de masă             |
|         | Raye                  | Regatul Unit  | cântăreață                             |
|         | Sharon Stone          | SUA           | actriță                                |
|         | Elaha Soroor          | Afganistan    | cântăreață și compozitoare             |
|         | Firda Marsya Kurnia   | Indonezia     | muziciană heavy metal                  |
|         | Chloé Zhao            | Regatul Unit  | regizoare de filme                     |
|         | Rebeca Andrade        | Brazilia      | gimnastă                               |
|         | Inna Modja            | Mali          | artistă și militantă pentru climă      |
|         | Madison Tevlin        | Canada        | model și realizatoare de talk-show     |

#### Politică și advocacy
| Imagine | Nume                        | Țară                            | Descriere                                        |
| ------- | --------------------------- | ------------------------------- | ------------------------------------------------ |
|         | Aruna Roy                   | India                           | activistă socială                                |
|         | Angela Rayner               | Regatul Unit                    | viceprim-ministru                                |
|         | Feng Yuan                   | China                           | activistă pentru drepturile femeilor             |
|         | Guerline M. Jozef           | Haiti                           | susținătoare a drepturilor imigranților          |
|         | Hala Alkarib                | Sudan                           | activistă împotriva violenței sexuale în război  |
|         | Danielle Cantor             | Israel/Teritoriile palestiniene | activistă pentru cultură                         |
|         | Fawzia al-Otaibi            | Arabia Saudită/Regatul Unit     | susținătoare a drepturilor femeilor              |
|         | Nejla Ișık                  | Turcia                          | conducătoarea satului și activistă pentru pădure |
|         | Katherine Martínez          | Venezuela                       | avocată pentru drepturile omului                 |
|         | Kemi Badenoch               | Regatul Unit                    | conducătoare a Partidului Conservator            |
|         | Yumi Suzuki                 | Japonia                         | reclamantă în proces de sterilizare forțată      |
|         | Nadia Murad                 | Irak                            | laureată a Premiului Nobel pentru pace           |
|         | Gisèle Pelicot              | Franța                          | supraviețuitoare în caz de viol                  |
|         | Huang Jie                   | Taiwan                          | politiciană                                      |
|         | Annie Sinanduku Mwange      | Republica Democratică Congo     | Miner                                            |
|         | Susan Collins               | SUA                             | Senatoare                                        |
|         | Kasha Jacqueline Nabagesera | Uganda                          | militantă pentru diversitate și incluziune       |
|         | Einav Zangauker             | Israel                          | militantă pentru eliberarea ostaticilor          |
|         | Rosmarie Wydler-Wälti       | Suedia                          | Profesoară și militantă pentru climă             |
|         | Mahrang Baloch              | Pakistan                        | medic și activistă pentru politică               |
|         | Latisha McCrudden           | Irlanda                         | activistă pentru Irish Traveller Movement        |
|         | Ann Chumaporn (Waaddao)     | Thailanda                       | militantă pentru drepturile comunității LGBTQ+   |
|         | Lilia Chanysheva            | Rusia                           | Activistă politică și fostă deținută             |
|         | Zhina Modares Gorji         | Iran                            | Militantă pentru drepturile femeilor             |
|         | Amanda Zurawski             | SUA                             | militantă pentru drepturile de reproducere       |
|         | Ruth López                  | El Salvador                     | avocată                                          |
|         | Lourdes Barreto             | Brazilia                        | militantă pentru drepturile lucrătorilor sexuali |
|         | Hana-Rawhiti Maipi-Clarke   | Noua Zeelandă                   | Politiciană                                      |

#### Știință, sănătate și tehnologie
| Imagine | Nume                     | Țară                     | Descriere                                     |
| ------- | ------------------------ | ------------------------ | --------------------------------------------- |
|         | Enas Al-Ghoul            | Teritoriile palestiniene | inginer agricultor                            |
|         | Kauna Malgwi             | Nigeria                  | lider sindical pentru moderatorii de conținut |
|         | Olga Rudnieva            | Ucraina                  | fondator, Superhumans Centre                  |
|         | Olga Olefirenko          | Ucraina                  | fermier                                       |
|         | Sasha Luccioni           | Canada                   | informaticiană                                |
|         | Rikta Akter Banu         | Bangladesh               | asistentă și fondatoare de școală             |
|         | Shireen Abed             | Teritoriile palestiniene | pediatru                                      |
|         | Silvana Santos           | Brazilia                 | Biologistă                                    |
|         | Brigitte Baptiste        | Columbia                 | Ecologistă                                    |
|         | Sara Berkai              | Regatul Unit/Eritreea    | Designer de kit-uri științifice DIY           |
|         | Georgina Long            | Australia                | medic oncolog                                 |
|         | Katalin Karikó           | Ungaria                  | biochimistă și laureată a Premiului Nobel     |
|         | Nour Emam                | Egipt                    | antreprenor Fem-tech                          |
|         | Adenike Titilope Oladosu | Nigeria                  | militantă pentru justiția climatică           |
|         | Subin Park               | Corea de Sud             | fondator, Stair Crusher Club                  |
|         | Gabriela Salas Cabrera   | Mexic                    | programatoare și expertă în date              |
|         | Naomi Chanda             | Zambia                   | fermier și trainer                            |
|         | Safa Ali                 | Sudan                    | Obstetrician                                  |
|         | Sneha Revanur            | SUA                      | expert IA                                     |
|         | Samia                    | Siria                    | consilier psiholog                            |
|         | Shilshila Acharya        | Nepal                    | antreprenor pentru sustenabilitate            |
|         | Sunita Williams          | SUA                      | astronaut                                     |
|         | Rosa Vásquez Espinoza    | Peru                     | biochimistă                                   |

### 2023
Lista 2023 a fost publicată pe 21 noiembrie și a inclus 21 de femei implicate în schimbările climatice. Printre laureate s-au numărat jucătoarele de cricket indian Harmanpreet Kaur, Aitana Bonmatí, Michelle Obama, Amal Clooney⁠(d), Timnit Gebru, Trần Gấm și Huda Kattan. Lista a fost împărțită în patru categorii: Cultură și Educație, Divertisment și Sport, Politică și Advocacy și Știință, Sănătate și Tehnologie, 28 dintre laureate fiind numite pionieri climatici.

#### Politică și advocacy
| Imagine | Nume                | Țara natală                             | Descriere |
| ------- | ------------------- | --------------------------------------- | --- |
|         | Maryam Al-Khawaja   | Bahrain (este și cetățean Danemarca)    | militantă pentru drepturile omului, membră a consiliului de conducere al Civicus⁠(d) și a Serviciului Internațional pentru Drepturile Omului       |
|         | Shamsa Araweelo     | Somalia (este și cetățean Regatul Unit) | militantă împotriva mutilării genitale la femei                                                                                                   |
|         | Yasmina Benslimane  | Maroc                                   | fondator Politics4Her și militantă pentru egalitatea de gen                                                                                       |
|         | Yael Braudo-Bahat   | Israel                                  | activistă pentru pace și co-director la Women Wage Peace                                                                                          |
|         | Alicia Cahuiya      | Ecuador                                 | activistă pentru drepturile indigenilor |
|         | Amal Clooney        | Liban (este și cetățean Regatul Unit)   | avocată pentru drepturile omului |
|         | Dehenna Davison     | Regatul Unit                            | membră a Parlamentului |
|         | Christiana Figueres | Costa Rica                              | diplomat și negociator de politici climatice la Convenția-cadru a Națiunilor Unite privind schimbările climatice                                  |
|         | Bella Galhos        | Timorul de Est                          | activistă politică și militantă pentru drepturile comunității LGBTQ+                                                                              |
|         | Rina Gonoi          | Japonia                                 | fost ofițer militar și activistă împotriva hărțuirii sexuale                                                                                      |
|         | Sonia Guajajara     | Brazilia                                | ministru de stat pentru popoarele native și militantă pentru drepturile indigenilor                                                               |
|         | Renita Holmes       | SUA                                     | militantă pentru dreptul la locuință |
|         | Nataša Kandić       | Serbia                                  | avocată și activistă pentru drepturile omului, fondatoareHumanitarian Law Center                                                                  |
|         | Rukshana Kapali     | Nepal                                   | militantă pentru dreptul la locuință și activistă pentru drepturile populației transgen                                                           |
|         | Sofia Kosachyova    | Rusia                                   | pompier |
|         | Monica McWilliams   | Regatul Unit                            | Fostă politiciană și negociator de pace în timpul discuțiilor Acordului din Vinerea Mare. Co-fondatoare a Coaliției femeilor din Irlanda de Nord  |
|         | Najla Mohamed-Lamin | Sahara de Vest                          | Activistă pentru drepturile femeilor și pentru schimbările climatice în taberele de refugiați Saharawi (refugiații războiului din Sahara de Vest) |
|         | Ulanda Mtamba       | Malawi                                  | militantă împotriva căsătoriei între copii minori                                                                                                 |
|         | Tamar Museridze     | Georgia                                 | jurnalistă de investigații |
|         | Neema Namadamu      | Republica Democrată Congo               | militantă pentru drepturile persoanelor cu dizabilități                                                                                           |
|         | Michelle Obama      | SUA                                     | avocată, autoare și militantă |
|         | Sepideh Rashnu      | Iran                                    | scriitoare și artistă |
|         | Bernadette Smith    | Canada                                  | Avocată pentru familiile femeilor și fetelor indigene dispărute. Co-fondatoare Drag the Red                                                       |
|         | Iryna Stavchuk      | Ucraina                                 | Consilier pentru politici climatice la Fundația Europeană pentru Climat                                                                           |
|         | Gloria Steinem      | SUA                                     | lider feminist și co-fondatoare a revistei Ms. |
|         | Summia Tora         | Afganistan                              | militantă pentru drepturile refugiaților |
|         | Xu Zaozao           | China                                   | militantă pentru criogenizarea ovulelor, pentru dreptul femeilor singure la reproducere și autonomia propriului corp                              |

#### Divertisment și sport
| Imagine | Nume                        | Țară natală   | Descriere |
| ------- | --------------------------- | ------------- | --- |
|         | Aitana Bonmatí              | Spania        | fotbalistă, câștigătoare a Balonului de Aur și fostă jucătoare a anului UEFA                                            |
|         | Antinisca Cenci             | Italia        | campioană la sărituri ecvestre                                                                                          |
|         | Andreza Delgado             | Brazilia      | Curator și manager cultural. Co-fondatoare PerifaCon                                                                    |
|         | Desak Made Rita Kusuma Dewi | Indonezia     | alpinistă de viteză |
|         | America Ferrera             | SUA           | actriță și militantă pentru drepturile populației americo-latine                                                        |
|         | Anne Grall                  | Franța        | Comediantă |
|         | Georgia Harrison            | Regatul Unit  | personalitate TV, militantă împotriva pornografiei din răzbunare                                                        |
|         | Harmanpreet Kaur            | India         | jucătoare de crichet |
|         | Dayeon Lee                  | South Korea   | militantă pentru schimbarea climatică, Kpop4Planet                                                                      |
|         | Justina Miles               | SUA           | interpretă surdă |
|         | Dia Mirza                   | India         | actriță, Ambasadoare a Bunăvoinței pentru Programul Climatic al ONU și membră a comitetului Sanctuary Nature Foundation |
|         | Zandile Ndhlovu             | Africa de Sud | instructor de scufundări                                                                                                |
|         | Alice Oseman                | Regatul Unit  | autoare, ilustratoare și scenaristă premiată                                                                            |
|         | Paramida                    | Germany       | DJ și producătoare de muzică                                                                                            |
|         | Camila Pirelli              | Paraguay      | heptatletă olimpică și EcoAthlete Champion                                                                              |
|         | Aziza Sbaity                | Liban         | alergătoare |
|         | Khine Hnin Wai              | Myanmar       | actriță și activistă |
|         | Bianca Williams             | Regatul Unit  | atletă |

#### Cultură și educație
| Imagine | Nume                           | Țară natală                              | Descriere |
| ------- | ------------------------------ | ---------------------------------------- | --- |
|         | Afroze-Numa                    | Pakistan                                 | cioban |
|         | Hosai Ahmadzai                 | Afganistan                               | prezentatoare TV la Shamshad TV                                                                                   |
|         | Esi Buobasa                    | Ghana                                    | vâzătoare de pește                                                                                                |
|         | Chila Kumari Burman            | Regatul Unit                             | artistă |
|         | Paulina Chiziane               | Mozambique                               | scriitoare, câștigătoare a Premiului Camões                                                                       |
|         | Susanne Etti                   | Australia                                | expertă în turism sustenabil                                                                                      |
|         | Licia Fertz                    | Italia                                   | activistă pentru feminism și LGBTQ+ și anti-îmbătrînire                                                           |
|         | Jannatul Ferdous               | Bangladesh                               | supraviețuitoare a arsurilor, regizoare, scriitoare și militantă pentru drepturile persoanelor cu dizabilități    |
|         | Natalia Idrisova               | Tajikistan                               | consultantă energie verde                                                                                         |
|         | Vee Kativhu                    | Zimbabwe (este și cetățean Regatul Unit) | creatoare de conținut și YouTuber                                                                                 |
|         | Huda Kattan                    | SUA                                      | fondatoare Huda Beauty                                                                                            |
|         | Sophia Kianni                  | SUA                                      | studentă și antreprenoare                                                                                         |
|         | Arati Kumar-Rao                | India                                    | fotografă |
|         | Louise Mabulo                  | Filipine                                 | ferimieră și antreprenoare, recunoscută de United Nations Environment Programme drept Young Champion of the Earth |
|         | Marijeta Mojašević             | Muntenegru                               | activistă pentru drepturile persoanelor cu dizabilități                                                           |
|         | Sarah Ott                      | SUA                                      | profesoară și ambasadoare a schimbării climatice în cadrul National Center for Science Education                  |
|         | Jetsunma Tenzin Palmo          | Regatul Unit (cetățean India)            | călugăriță budistă Bhikṣuṇī                                                                                       |
|         | Lala Pasquinelli               | Argentina                                | artistă, avocată, poetă, activistă pentru feminism și comunitatea lesbienelor                                     |
|         | Jess Pepper                    | Regatul Unit                             | fondatoare a Climate Café și fellow la Royal Society of Arts                                                      |
|         | Matcha Phorn-in                | Tailanda                                 | militantă pentru drepturile indigenilor și drepturile LGBTQ+                                                      |
|         | Carolina Díaz Pimentel         | Peru                                     | jurnalistă specializată în articole despre neurodivergență și sănătate mintală                                    |
|         | Shairbu Sagynbaeva             | Kyrgyzstan                               | Co-fondatoare a magazinului de croitorie For Life                                                                 |
|         | Daria Serenko                  | Rusia                                    | poetă, scritoare și activistă politică, membră a Rezistenței feministe împotriva războiului                       |
|         | Kera Sherwood-O'Regan          | New Zealand                              | militantă pentru drepturile indigenilor și ale persoanelor cu dizabilități                                        |
|         | Sagarika Sriram                | Emiratele Arabe Unite                    | Educatoare și consilier pe probleme climatice                                                                     |
|         | Clara Elizabeth Fragoso Ugarte | Mexic                                    | șofer de tir |
|         | Oksana Zabuzhko                | Ucraina                                  | scriitoare |

#### Știință, sănătate și tehnologie
| Imagine | Nume                     | Țara natală            | Descriere |
| ------- | ------------------------ | ---------------------- | --- |
|         | Basima Abdulrahman       | Iraq                   | antreprenoare Clădirea verde |
|         | Bayang                   | China                  | militantă pentru sustenabilitate |
|         | Amina Al-Bish            | Siria                  | salvator voluntar pentru Apărarea Civilă din Siria |
|         | Rumaitha Al Busaidi      | Oman                   | om de ștință |
|         | Sara Al-Saqqa            | Palestina              | chirurg generalist |
|         | Susan Chomba             | Kenya                  | om de știință și directoare la World Resources Institute |
|         | Leanne Cullen-Unsworth   | Regatul Unit           | oceanograf |
|         | Canan Dagdeviren         | Turcia                 | cercetătoare și inventatoare |
|         | Izabela Dłużyk           | Polonia                | operatoare de sunet |
|         | Marcela Fernández        | Columbia               | ghid în expediții |
|         | Anamaría Font Villarroel | Venezuela              | specialistă în fizica particulelor elementare |
|         | Trần Gấm                 | Vietnam                | proprietara unei afaceri Biogaz |
|         | Timnit Gebru             | Etiopia (cetățean SUA) | expertă IA |
|         | Claudia Goldin           | SUA                    | economistă și laureată a Premiului Nobel pentru științe economice |
|         | Anna Huttunen            | Finlanda               | expertă în tehnologia impactului carbonului |
|         | Gladys Kalema-Zikusoka   | Uganda                 | medic veterinar și conservaționistă, fondatoare Conservation Through Public Health, recunoscută de United Nations Environment Programme dreptChampion of the Earth în 2021                                            |
|         | Sonia Kastner            | SUA                    | dezvoltatoare de tehnologie pentru detectarea incendiilor sălbatice |
|         | Astrid Linder            | Suedia                 | profesoară de siguranță în trafic |
|         | Neha Mankani             | Pakistan               | moașă |
|         | Wanjira Mathai           | Kenya                  | consilier pe probleme climatice, fost lider alGreen Belt Movement, manager Africa & Global Partnerships în cadrul World Resources Institute și consilier pentru Clean Cooking Alliance și European Climate Foundation |
|         | Isabel Farías Meyer      | Chile                  | jurnalistă și militantă pentru menopauza prematură |
|         | Natalie Psaila           | Malta                  | medic |
|         | Olena Rozvadovska        | Ucraina                | militantă pentru drepturile copilului |
|         | Sumini                   | Indonezia              | pădurar |
|         | Fabiola Trejo            | Mexic                  | psiholog social |
|         | Jennifer Uchendu         | Nigeria                | militantă pentru sănătatea mintală, fondatoareSustyVibes |
|         | Qiyun Woo                | Singapore              | povestitoare și ecologistă |
|         | Elham Youssefian         | Iran (cetățean SUA)    | avocată pentru drepturile omului, consilier pentru probleme climatice și pentru persoanele cu dizabilități în cadrul International Disability Alliance                                                                |

### 2022
Lista anului 2022 a fost publicată pe 6 decembrie. Femeile incluse în acest an au fost Olena Zelenska din Ucraina, Nana Darkoa Sekyiamah, cântăreața Billie Eilish, Priyanka Chopra Jonas, Selma Blair, Lina Abu Akleh, Alla Pugaciova, Elnaz Rekabi și Yulimar Rojas. Lista a fost împărțită în patru categorii: Cultură și Sport, Activism și Advocacy, Politică și Educație și Sănătate și Știință.

#### Politică și educație
| Imagine | Nume                       | Țara natală                                          | Descriere |
| ------- | -------------------------- | ---------------------------------------------------- | --- |
|         | Maeen Al-Obaidi            | Yemen                                                | avocată și mediatoare |
|         | Fatima Amiri               | Afganistan                                           | studentă |
|         | Nathalie Becquart          | Franța (și cetățean al Vatican City)                 | călugăriță în Congregația Xavières și prima femeie din istorie care a devenit subsecretară a Sinodului Episcopal                                 |
|         | Taisia Bekbulatova         | Rusia                                                | jurnalistă, fondatoare Holod, instituție de presă independentă                                                                                   |
|         | Kristina Berdynskykh       | Ucraina                                              | jurnalistă |
|         | María Fernanda Castro Maya | Mexic                                                | militantă pentru drepturile persoanelor cu dizabilități                                                                                          |
|         | Chanel Contos              | Australia                                            | activistă pentru consimțământul sexual |
|         | Eva Copa                   | Bolivia                                              | politiciană și primăriță în El Alto, de descendență Aymara                                                                                       |
|         | Joy Ezeilo                 | Nigeria                                              | profesoară de drept și fost raportor ONU specializată în traficul de persoane                                                                    |
|         | Ibijoke Faborode           | Nigeria                                              | fondatoare ElectHER |
|         | Erika Hilton               | Brazilia                                             | politiciană și militantă pentru drepturile afro-americanilor și LGBT, prima femeie transgen de culoare aleasă în Congresul Național al Braziliei |
|         | Park Ji-hyun               | South Korea                                          | reformatoare politică |
|         | Zahra Joya                 | Afganistan                                           | jurnalistă și fondatoare Rukhshana Media |
|         | Ursula von der Leyen       | Germania                                             | prima femeie Președinte al Comisiei Europene |
|         | Naomi Long                 | Irlanda de Nord (folosește un pașaport Regatul Unit) | politiciană și fost Lord Mayor în Belfast |
|         | Ayesha Malik               | Pakistan                                             | prima femeie judecător la Curtea Supremă din Pakistan                                                                                            |
|         | Zara Mohammadi             | Iran                                                 | educatoare limba kurdă |
|         | Mia Mottley                | Barbados                                             | prima femeie prim-ministru în Barbados |
|         | Sepideh Qoliyan            | Iran                                                 | militantă politică și pentru drepturile angajaților                                                                                              |
|         | Roza Salih                 | Iraq (activă în Scoția, Regatul Unit)                | politiciană și membră în grupul activist Glasgow Girls                                                                                           |
|         | Simone Tebet               | Brazilia                                             | membră Brazilian Federal Senate |
|         | Kisanet Tedros             | Eritreea                                             | antreprenoare în educație și creatoare de conținut digital în limba tigrinya                                                                     |
|         | Cheng Yen                  | Taiwan                                               | filantroapă budistă, fondatoare a organizației umanitare Tzu Chi                                                                                 |
|         | Nazanin Zaghari-Ratcliffe  | Iran (și cetățean UK)                                | lucrătoare de caritate |
|         | Olena Zelenska             | Ucraina                                              | Prima Doamnă în funcție, arhitectă și scenaristă                                                                                                 |

#### Cultură și sport
| Imagine                      | Nume                     | Țara natală               | Descriere |
| ---------------------------- | ------------------------ | ------------------------- | --- |
|                              | Dima Aktaa               | Siria                     | refugiată și paraatletă |
|                              | Zar Amir Ebrahimi        | Iran                      | actriță și fondatoare Alambic Productions |
|                              | Selma Blair              | SUA                       | actriță și militantă pentru conștientizarea sclerozei multiple |
|                              | Ona Carbonell            | Spania                    | medaliată olimpic la înot sincron |
|                              | Sarah Chan               | Sudanul de Sud            | fostă jucătoare profesionistă de baschet în NBA, militantă pentru educație și sport |
|                              | Priyanka Chopra          | India                     | actriță și producătoare, Ambasadoare a Bunăvoinței pentru UNICEF, militantă pentru drepturile copilului și educația fetelor |
|                              | Billie Eilish            | SUA                       | cântăreață și textieră |
|                              | Ons Jabeur               | Tunisia                   | jucătoare de tenis |
|                              | Sneha Jawale             | India                     | asistentă socială |
|                              | Reema Juffali            | Arabia Saudită            | pilot de curse și fondatoare Theeba Motorsport |
|                              | Kadri Keung              | Hong Kong                 | creator de modă |
|                              | Miky Lee                 | South Korea               | producătoare, femeie de afaceri implicată în festivalul de muzică KCON și vicepreședinte CJ ENM |
|                              | Laura McAllister         | Țara Galilor Regatul Unit | profesoară și fostă fotbalistă, amabasadoare pentru LGBTQ+ și sport |
| Fișier:Thai rapper Milli.jpg | Milli                    | Tailanda                  | artistă Rap |
|                              | Rita Moreno              | Puerto Rico SUA           | actriță laureată EGOT |
|                              | Salima Rhadia Mukansanga | Rwanda                    | arbitru de fotbal |
|                              | Alla Pugacheva           | Rusia                     | muziciană |
|                              | Elnaz Rekabi             | Iran                      | alpinistă, a concurat la Campionatul Asiatic fără hijab și a fost arestată pentru violarea legii iraniene, gestul ei fiind interpretat ca un act de sfidare mută a legii, în contextul protestelor feministe din Iran în acea perioadă |
|                              | Yulimar Rojas            | Venezuela                 | medaliată olimpică la triplusalt și militantă pentru drepturile LGBTQ+ |
|                              | Sally Scales             | Australia                 | artistă Pitjantjatjaran |
|                              | Nana Darkoa Sekyiamah    | Ghana                     | scriitoare și militantă feministă |
|                              | Geetanjali Shree         | India                     | autoare și câștigătoare a International Booker Prize |
|                              | Alexandra Skochilenko    | Rusia                     | artistă, arestată și reținută de guvernul Rusiei pentru că a protestat împotriva invaziei Rusiei în Ucraina |
|                              | Velia Vidal              | Columbia                  | scriitoare și militantă pentru educație și cultură în El Chocó |
|                              | Esraa Warda              | Algeria SUA               | dansatoare și susținătoare a raï, un gen asociat istoric cu protestele sociale |

#### Activism și advocacy
| Imagine | Nume                        | Țara natală           | Descriere |
| ------- | --------------------------- | --------------------- | --- |
|         | Lina Abu Akleh              | Palestina             | militantă pentru drepturile omului |
|         | Velmariri Bambari           | Indonezia             | activistă și militantă pentru drepturile femeii |
|         | Tarana Burke                | SUA                   | activistă, a inițiat Mișcarea MeToo |
|         | Sanjida Islam Choya         | Bangladesh            | studentă |
|         | Heidi Crowter               | Regatul Unit          | militantă pentru drepturile persoanelor cu dizabilități, în special pentru sindromul Down |
|         | Sandya Eknelygoda           | Sri Lanka             | activistă pentru drepturile omului |
|         | Gohar Eshghi                | Iran                  | activistă și mamă reclamantă iraniană |
|         | Ceci Flores                 | Mexic                 | activistă și membră a Colectivului Madres Buscadoras din Sonora |
|         | Geraldina Guerra Garcés     | Ecuador               | activistă pentru drepturile femeii și împotriva feminicidului |
|         | Moud Goba                   | Regatul Unit          | refugiată și activistă pentru drepturile LGBTQ+, membră fondatoare a UK Black Pride |
|         | Femeile care își taie părul | Iran                  | grup protestant împotriva legilor iraniene care asupresc femeile (mai ales legea care obligă femeile să poarte hijab tot timpul) împotriva legilor restricitive și guvernării teocratice din Iran |
|         | Gehad Hamdy                 | Egipt                 | dentistă și lucrător umanitar |
|         | Judith Heumann              | SUA                   | militantă pentru drepturile persoanelor cu dizabilități |
|         | Jebina Yasmin Islam         | Regatul Unit          | militantă pentru siguranța femeilor |
|         | Layli (pseudonym)           | Iran                  | protestantă |
|         | Hadizatou Mani              | Niger                 | militantă anti-sclavie |
|         | Oleksandra Matviichuk       | Ucraina               | avocată pentru drepturile omului și activistă pro-democrație la Centrul pentru libertăți civile, sprijină Ucraina pentru a documenta și dovedi atrocitățile produse de invazia Rusiei în Ucraina  |
|         | Narges Mohammadi            | Iran                  | jurnalistă și militantă pentru drepturile omului, vicepreședinte Defenders of Human Rights Center⁠(d)                                                                                              |
|         | Tamana Zaryab Paryani       | Afganistan            | activistă pentru drepturile omului |
|         | Alice Pataxó                | Brazilia              | activistă pentru drepturile indigenilor și militantă pentru climă |
|         | Roya Piraei                 | Iran                  | activistă pentru drepturile populației kurde |
|         | Yuliia Sachuk               | Ucraina               | militantă pentru drepturile persoanelor cu dizabilități |
|         | Suvada Selimović            | Bosnia și Herțegovina | militantă pentru pace |
|         | Efrat Tilma                 | Israel                | voluntar pentru identitate transgen și activistă LGBTQ+ |
|         | Zhou Xiaoxuan               | China                 | activistă feministă |

#### Sănătate și știință
| Imagine | Nume                        | Țara natală          | Descriere |
| ------- | --------------------------- | -------------------- | --- |
|         | Aye Nyein Thu               | Myanmar              | medic |
|         | Sirisha Bandla              | India                | inginer aeronautic                                                                                               |
|         | Victoria Baptiste           | SUA                  | asistentă și susținătoare a vaccinării, ambasadoare a bunăvoinței WHO pentru eliminarea cancerului de col uterin |
|         | Niloufar Bayani             | Iran                 | ecologistă și manager de program la Persian Wildlife Heritage Foundation                                         |
|         | Sandy Cabrera Arteaga       | Honduras             | militantă pentru drepturile sexuale și de reproducere                                                            |
|         | Samrawit Fikru              | Etiopia              | antreprenoare în tehnologie                                                                                      |
|         | Wegahta Gebreyohannes Abera | Etiopia              | lucrătoare în ajutor umanitar                                                                                    |
|         | Dilek Gürsoy                | Germania             | chirurg cardiovascular                                                                                           |
|         | Sofía Heinonen              | Argentina            | conservaționistă                                                                                                 |
|         | Kimiko Hirata               | Japonia              | activistă pentru schimbările climatice, câștigătoare a Goldman Environmental Prize                               |
|         | Judy Kihumba                | Kenya                | interpretă în limbajul semnelor                                                                                  |
|         | Marie Christina Kolo        | Madagascar           | antreprenoare în domeniul climatic și ecofeministă                                                               |
|         | Iryna Kondratova            | Ucraina              | pediatru la Kharkiv Regional Perinatal Centre                                                                    |
|         | Asonele Kotu                | Africa de Sud        | antreprenoare în tehnologie                                                                                      |
|         | Erika Liriano               | Republica Dominicană | antreperenoare în domeniul cacao                                                                                 |
|         | Naja Lyberth                | Groenlanda           | psihologă și terapeut traumatologie                                                                              |
|         | Nigar Marf                  | Iraq                 | asistentă |
|         | Monica Musonda              | Zambia               | femeie de afaceri și militantă pentru nutriție                                                                   |
|         | Ifeoma Ozoma                | SUA                  | specialistă în politici publice și tehnologie                                                                    |
|         | Yuliia Paievska             | Ucraina              | paramedic și fondatoare Taira's Angels                                                                           |
|         | Jane Rigby                  | SUA                  | astronom și astrofizician, militantă pentru echitate și incluziune în domeniul STEM                              |
|         | Ainura Sagyn                | Kyrgyzstan           | inginer informatian și ecofeministă                                                                              |
|         | Monica Simpson              | SUA                  | activistă pentru justiția reproducerii, director executiv la SisterSong                                          |
|         | Maryna Viazovska            | Ucraina              | matematiciană, câștigătoare a Medaliei Fields                                                                    |
|         | Yana Zinkevych              | Ucraina              | politiciană, medic voluntar în prima linie pe front și veteran de război                                         |

### 2021
Lista anului 2021 a fost publicată pe 7 decembrie, cu accent special pe Afganistan. Cuvântul cheie al anului a fost resetare, cu referire la femeile care au contribuit la „a reinventa societatea, cultura și lumea noastră”. Lista a fost împărțită în patru categorii: Cultură și Educație, Divertisment și Sport, Politică și Activism și Știință și Sănătate, jumătate din totalul laureateor fiind afgane.
Ca măsură de sigurnață pentru laureate, în multe cazuri nu s-a folosit numele real al acestora; laureatele cu pseudonim sunt marcate cu un asterisc în tabelul de mai jos.

#### Cultură și educație
| Imagine | Nume                        | Țara natală    | Descriere |
| ------- | --------------------------- | -------------- | --- |
|         | Lima Aafshid                | Afghanistan    | poetă și scriitoare                                                                                                   |
|         | Oluyemi Adetiba-Orija⁠(d)    | Nigeria        | avocată și fondatoare a firmei de avocatură Headfort Foundation, formată exclusiv din femei                           |
|         | Rada Akbar                  | Afghanistan    | artistă |
|         | Catherine Corless           | Ireland        | istoric local |
|         | Pashtana Durrani            | Afghanistan    | profesoară, fondatoare și directoare executivă Learn Afghanistan                                                      |
|         | Saeeda Etebari              | Afghanistan    | creatoare de bijuterii                                                                                                |
|         | Sahar Fetrat                | Afghanistan    | activistă feministă, scriitoare și regizoare de film                                                                  |
|         | Melinda French Gates        | United States  | filantroapă și femeie de afaceri                                                                                      |
|         | Saghi Ghahraman             | Iran           | poetă și co-fondatoare Iranian Queer Organization                                                                     |
|         | Angela Ghayour              | Afghanistan    | profesoară și fondatoare a școlii online Herat                                                                        |
|         | Najlla Habibyar             | Afghanistan    | antreprenoare |
|         | Shamsia Hassani             | Afghanistan    | artistă stradală |
|         | Mugdha Kalra                | India          | activistă pentru drepturile persoanelor cu autism și co-fondatoare Not That Different                                 |
|         | Freshta Karim               | Afghanistan    | activistă pentru drepturile copilului și fondatoare a bibliotecii mobile Charmaghz                                    |
|         | Aliya Kazimy                | Afghanistan    | educatoare |
|         | Baroneasa Helena Kennedy QC | United Kingdom | directoare la International Bar Association's Human Rights Institute                                                  |
|         | Iman Le Caire               | Egypt          | dansatoare de dans contemporan, coregrafă și activistă LGBTQ+, fondatoare Trans Asylias                               |
|         | Depelsha Thomas McGruder    | United States  | fondatoare Moms of Black Boys United, COO pentru Fundația Ford                                                        |
|         | Fahima Mirzaie              | Afghanistan    | dansatoare din ordinul Mawlawiya                                                                                      |
|         | Chimamanda Ngozi Adichie    | Nigeria        | scriitoare |
|         | Lynn Ngugi⁠(d)               | Kenya          | jurnalistă |
|         | Rehana Popal                | Afghanistan    | avocată |
|         | *Rohila                     | Afghanistan    | elevă |
|         | Alba Rueda                  | Argentina      | activistă transgender                                                                                                 |
|         | Elif Shafak                 | France         | romancieră și militantă pentru drepturile femeii și ale comunității LGBTQ+                                            |
|         | Anisa Shaheed               | Afghanistan    | jurnalistă |
|         | Mina Smallman               | United Kingdom | pastor și educatoare                                                                                                  |
|         | Barbara Smolińska           | Poland         | fondatoare Reborn Sugar Babies                                                                                        |
|         | Adelaide Lala Tam           | China          | artistă și designer culinar                                                                                           |
|         | Vera Wang                   | United States  | creatoare de modă |
|         | Malala Yousafzai            | Pakistan       | laureată a Premiului Nobel pentru Pace, co-fondatoare Fondului Malala și activistă pentru dreptul fetelor la educație |

#### Divertisment și sport
| Imagine | Nume              | Țara natală      | Descriere                                                                                         |
| ------- | ----------------- | ---------------- | ------------------------------------------------------------------------------------------------- |
|         | Halima Aden       | Kenya            | umanitaristă și fost model, ambasadoare UNICEF pentru drepturile copilului                        |
|         | Leena Alam        | Afghanistan      | actriță și activistă pentru drepturile omului                                                     |
|         | Sevda Altunoluk   | Turkey           | jucătoare profesionistă de Goalball⁠(d) campioană paralimpică                                      |
|         | Nilofar Bayat     | Afghanistan      | jucătoare de baschet în scaunul cu rotile și militantă pentru drepturile femeilor cu dizabilități |
|         | Carolina García   | Argentina        | directoare Netflix                                                                                |
|         | Ghawgha Taban     | Afghanistan      | muziciană                                                                                         |
|         | Chloé Lopes Gomes | France           | balerină                                                                                          |
|         | Tanya Muzinda     | Zimbabwe         | campioană la motocros                                                                             |
|         | *Razma            | Afghanistan      | muziciană                                                                                         |
|         | Roya Sadat        | Afghanistan      | regizoare de film                                                                                 |
|         | Shogufa Safi      | Afghanistan      | dirijor de orchestră                                                                              |
|         | *Sahar            | Afghanistan      | fotbalistă                                                                                        |
|         | Fatima Sultani    | Afghanistan      | alpinistă și expertă în arte marțiale                                                             |
|         | Nanfu Wang        | China            | regizoare de film                                                                                 |
|         | Ming-Na Wen       | Macau · ( China) | actriță                                                                                           |
|         | Rebel Wilson      | Australia        | actriță, scriitoare și producătoare                                                               |

#### Politică și activism
| Imagine | Nume                     | Țara natală            | Descriere |
| ------- | ------------------------ | ---------------------- | --- |
|         | Muqadasa Ahmadzai        | Afghanistan            | activistă socială și politică, câștigătoare a Premiului N-Peace                                                                                                |
|         | Abia Akram               | Pakistan               | activistă pentru drepturile persoanelor cu dizabilități |
|         | Dr Alema                 | Afghanistan            | filosof, militantă pentru drepturile femeii |
|         | Wahida Amiri             | Afghanistan            | bibliotecară și protestantă |
|         | Natasha Asghar           | United Kingdom         | membră a Adunării Naționale a Țării Galilor |
|         | Marcelina Bautista       | Mexico                 | activistă și lider de uniune |
|         | Crystal Bayat            | Afghanistan            | activistă socială și militantă pentru drepturile omului |
|         | Razia Barakzai           | Afghanistan            | protestantă |
|         | Najla El Mangoush        | United Kingdom · Libya | ministra libiană pentru afaceri externe |
|         | Shila Ensandost          | Afghanistan            | profesoară și militantă pentru drepturile femeii |
|         | Fatima Gailani           | Afghanistan            | negociatoare de pace |
|         | Momena Ibrahimi          | Afghanistan            | polițistă |
|         | Hoda Khamosh             | Iran                   | militantă, poetă și jurnalistă |
|         | Elisa Loncón Antileo     | Chile                  | președintă a Convenției Constituționale |
|         | *Maral                   | Afghanistan            | militantă |
|         | *Masouma                 | Afghanistan            | procuror public |
|         | Fiamē Naomi Mataʻafa     | Samoa                  | prim-ministru al Statului Independent Samoa |
|         | Salima Mazari            | Iran                   | politiciană și fostă guvernatoare a districtului Charkint |
|         | Amanda Nguyen            | United States          | antreprenoare socială, activistă pentru drepturile civile și fondatoare Rise, o asociație neguvernamentală pentru drepturile civile                            |
|         | Basira Paigham           | Afghanistan            | activistă pentru egalitatea de gen și pentru minoritățile de gen                                                                                               |
|         | Monica Paulus            | Papua New Guinea       | militantă împotriva violenței legate de acuzația de vrăjitorie                                                                                                 |
|         | Manjula Pradeep          | India                  | avocată și activistă pentru drepturile omului, directoare executivă la Navsarjan Trust                                                                         |
|         | Halima Sadaf Karimi      | Afghanistan            | militantă pentru drepturile femeilor, politiciană și fostă membră a Parlamentului                                                                              |
|         | Soma Sara                | United Kingdom         | fondatoare Everyone's Invited |
|         | Mahbouba Seraj           | Afghanistan            | activistă pentru drepturile femeilor și ale copiilor, fondatoare Afghan Women's Network                                                                        |
|         | *Ein Soe May             | Myanmar                | activistă pro-democrație |
|         | Piper Stege Nelson       | United States          | activistă pentru drepturile femeilor și director executiv al I Live Here I Give Here, o organizație non-profit din Austin, Texas, dedicată filantropiei locale |
|         | Sister Ann Rose Nu Tawng | Myanmar                | călugăriță catolică |
|         | Emma Theofelus           | Namibia                | politiciană |
|         | Benafsha Yaqoobi         | Afghanistan            | avocată pentru drepturile persoanelor cu dizabilități |
|         | Zala Zazai               | Afghanistan            | polițistă |

#### Știință și sănătate
| Imagine | Nume                       | Țara natală    | Descriere |
| ------- | -------------------------- | -------------- | --- |
|         | Mónica Araya               | Costa Rica     | susținătoare a transportului fără emisii                                                                                |
|         | Zuhal Atmar                | Afghanistan    | antreprenoare și ecologistă, prima femeie care a deținut și a condus o fabrică de reciclare în Afganistan, Gul-e-Mursal |
|         | Jos Boys                   | United Kingdom | arhitectă |
|         | Faiza Darkhani             | Afghanistan    | ecologistă și susținătoare a drepturilor femeilor                                                                       |
|         | Azmina Dhrodia             | Canada         | expertă canadiană în domeniul genului, tehnologiei și drepturilor omului                                                |
|         | Jamila Gordon              | Somalia        | directoare executivă și fondatoare Lumachain                                                                            |
|         | Laila Haidari              | Pakistan       | militantă pentru drepturile femeilor și fondatoare Mother Camp, centru de reablitare în urma dependenței de droguri     |
|         | Zarlasht Halaimzai         | Afghanistan    | co-fondatoare și directoare executivă Refugee Trauma Initiative                                                         |
|         | Nasrin Husseini            | Afghanistan    | medic veterinar |
|         | Amena Karimyan             | Afghanistan    | Astronomer |
|         | Mia Krisna Pratiwi         | Indonesia      | ecologistă și eco-activistă                                                                                             |
|         | Heidi Larson               | United States  | antropologă și directoare The Vaccine Confidence Project, deținătoare a Medaliei Edinburgh                              |
|         | Sevidzem Ernestine Leikeki | Cameroon       | activistă pentru combaterea schimbărilor climatice                                                                      |
|         | *Mahera                    | Afghanistan    | medic |
|         | Mulu Mesfin                | Ethiopia       | asistentă medicală |
|         | Mohadese Mirzaee           | Afghanistan    | pilot de avion |
|         | Tlaleng Mofokeng           | South Africa   | militantă accesul universal la îngrijire medicală, raportor special al ONU pentru dreptul la sănătate                   |
|         | Natalia Pasternak Taschner | Brazil         | microbiologă și scriitoare în domeniul științelor                                                                       |
|         | *Ruksana                   | Afghanistan    | medic chirurg |
|         | Sara Wahedi                | Afghanistan    | directoare executivă Ehtesab                                                                                            |
|         | Roshanak Wardak            | Afghanistan    | medic ginecolog și fostă membră a Parlamentului                                                                         |
|         | Yuma                       | Turkmenistan   | psihoterapeută și activistă LGBTQ+                                                                                      |

### 2020
Lista din 2020 a fost descrisă ca „diferită” înainte de programarea pentru a fi anunțată pe 24 noiembrie 2020, dar a fost lansată cu o zi înainte. Un nume de pe listă a fost lăsat gol ca tribut adus nenumăratelor femei din întreaga lume care au făcut sacrificii pentru a-i ajuta pe alții. Lista a fost împărțită în patru categorii: Cunoaștere, Leadership, Creativitate și Identitate.
| Imagine | Nume            | Țara de naștere  | Descriere |
| ------- | --------------- | ---------------- | --- |
|         | Erou necunoscut | La nivel mondial | Recunoaștere a „nenumăratelor femei din întreaga lume” care „au făcut un sacrificiu pentru a-i ajuta pe alții” în acest „an extraordinar”, inclusiv a celor care „și-au pierdut viața în timp ce încercau să aducă o schimbare”. |

#### Cunoaștere
| Imagine | Nume                       | Țara natală         | Descriere |
| ------- | -------------------------- | ------------------- | --- |
|         | Rina Akter                 | Bangladesh          | lucrătoare sexuală, devenită assitentă umanitară |
|         | Sarah Al-Amiri             | EAU                 | președinta Agenției Spațiale a EAU și ministra educației în EAU                                                                                     |
|         | Adriana Albini             | Italy               | medic patolog și fostă luptătoare de scrimă |
|         | Nisreen Alwan              | Iraq United Kingdom | militantă pentru sănătatea și starea de bine a femeilor, cercetătoare în domeniul sănătății publice                                                 |
|         | Elizabeth Anionwu          | United Kingdom      | asistentă medicală specializată în anemie falciformă și talasemie                                                                                   |
|         | Diana Barran               | United Kingdom      | membră a Casei Lorzilor, ministră a Societății Civile și fondatoare SafeLives, o organizație națională de caritate pentru a opri violența domestică |
|         | Macinley Butson            | Australia           | inventatoare |
|         | Fang Fang                  | China               | scriitoare |
|         | Somaya Faruqi              | Afghanistan         | lider de echipă în robotică |
|         | Lauren Gardner             | USA                 | epidemiologă |
|         | Iman Ghaleb Al-Hamli       | Yemen               | manager al unei micro-rețele conduse de femei |
|         | Sarah Gilbert              | United Kingdom      | om de știință care a realizat unul dintre vaccinurile anti-COVID-19                                                                                 |
|         | Rebeca Gyumi               | Tanzania            | avocată și fondatoare a organizației pentru drepturile fetelor Msichana Initiative                                                                  |
|         | Jemimah Kariuki            | Kenya               | medic și fondatoarea serviciului de ambulanță Wheels for Life                                                                                       |
|         | Safaa Kumari               | Syria               | specialistă în virologia plantelor |
|         | Ishtar Lakhani             | South Africa        | activistă feministă |
|         | Lucy Monaghan              | United Kingdom      | militantă împotriva violenței sexuale |
|         | Douce Namwezi N'Ibamba     | DRC                 | antreprenoare socială, jurnalistă și activistă |
|         | Etheldreda Nakimuli-Mpungu | Uganda              | dezvoltatoare de programe pentru sănătate mintală                                                                                                   |
|         | Vernetta M Nay Moberly     | United States       | activistă pentru mediu din Iñupiaq |
|         | Sania Nishtar              | Pakistan            | lider în sănătatea globală |
|         | Lorna Prendergast          | Australia           | cercetătoare în domeniul demenței |
|         | Susana Raffalli            | Venezuela           | furnizoare de hrană pentru populații malnutrite |
|         | Sapana Roka Magar          | Nepal               | tehnician crematoriu |
|         | Pardis Sabeti              | Iran                | biologă computațională, geneticiană medicală și evoluționistă                                                                                       |
|         | Febfi Setyawati            | Indonesia           | activistă, fondatoare Untukteman.id |
|         | Ruth Shady                 | Peru                | arheologă |
|         | Kathy Sullivan             | United States       | om de știință și astronaut |
|         | Rima Sultana Rimu          | Bangladesh          | profesoară și activistă umanitară pentru refugiații din Rohingya                                                                                    |
|         | Anastasia Volkova          | Ukraine             | inovatoare în agricultură, fondatoare FluroSat |
|         | Siouxsie Wiles             | UK                  | microbiologă britanică și comunicatoare științifică                                                                                                 |
|         | Yee-Sin Leo                | Singapore           | medic, cercetătoare, directoare executivă a Centrului Național pentru Boli Infecțioase din Singapore                                                |

#### Leadership
| Imagine | Nume                         | Țara natală  | Descriere |
| ------- | ---------------------------- | ------------ | --- |
|         | Loza Abera Geinore           | Ethiopia     | fotbalistă profesionistă |
|         | Christina Adane              | Netherlands  | militantă împotriva inegalităților din sistemul de hrană (mese gratuite în școli)                                                                                 |
|         | Yvonne Aki-Sawyerr           | Sierra Leone | primărița din Freetown |
|         | Ubah Ali                     | Somaliland   | militantă împotriva mutilării genitale la femei |
|         | Nadeen Ashraf                | Egypt        | militantă împotriva hărțuirii sexuale |
|         | Bilkis Dadi                  | India        | lider de proteste |
|         | Evelina Cabrera              | Argentina    | antrenoare de fotbal și manager |
|         | Carolina Castro              | Argentina    | militantă pentru egalitatea de gen |
|         | Agnes Chow                   | Hong Kong    | activistă pro-democrație |
|         | Naomi Dickson                | UK           | militantă pentru femeile și copiii evrei victime ale violenței domestice                                                                                          |
|         | Ilwad Elman                  | Somalia      | activistă pentru pace |
|         | Jeong Eun-kyeong             | South Korea  | expertă în boli infecțioase și sănătate publică, Comisar al Agenției pentru Controlul și Prevenirea Bolilor din Coreea, a condus procedura de reacție la COVID-19 |
|         | Maggie Gobran                | Egypt        | călugăriță coptă și militantă pentru drepturile copilului |
|         | Deta Hedman                  | Jamaica      | campioană la darts |
|         | Manasi Joshi                 | India        | campioană la para-badminton |
|         | Salsabila Khairunnisa        | Indonesia    | militantă ecologistă |
|         | Claudia López Hernández      | Colombia     | primărița din Bogotá |
|         | Sanna Marin                  | Finland      | politiciană finlandeză, prim-ministru al Finlandei (în perioada 2019-2023)                                                                                        |
|         | Vanessa Nakate               | Uganda       | activistă de mediu |
|         | Nemonte Nenquimo             | Ecuador      | activistă Waorani |
|         | Phyllis Omido                | Kenya        | activistă ecologistă, câștigătoare a Premiului Goldman Environmental                                                                                              |
|         | Ridhima Pandey               | India        | activistă pentru climă |
|         | Oksana Pushkina              | Russia       | politiciană, membră a Dumei de Stat |
|         | Panusaya Sithijirawattanakul | Thailand     | studentă activistă |
|         | Nasrin Sotoudeh              | Iran         | avocată și activistă pentru drepturile omului |
|         | Sviatlana Tsikhanouskaya     | Belarus      | politiciană exilată din Belarus |
|         | Arussi Unda                  | Mexico       | militantă împotriva feminicidului |
|         | Aisha Yesufu                 | Nigeria      | activistă, co-convocatoare pentru campania Bring Back Our Girls                                                                                                   |
|         | Gulnaz Zhuzbaeva             | Kyrgyzstan   | activistă pentru drepturile persoanelor cu dizabilități |

#### Creativitate
| Imagine | Nume                 | Țara natală    | Descriere                                                                   |
| ------- | -------------------- | -------------- | --------------------------------------------------------------------------- |
|         | Houda Abouz          | Morocco        | interpretă de rap, militantă pentru drepturile femeilor și egalitate de gen |
|         | Waad al-Kateab       | Syria          | activistă, jurnalistă și regizoare de filme                                 |
|         | Tsitsi Dangarembga   | Zimbabwe       | scriitoare și regizoare de filme                                            |
|         | Karen Dolva          | Norway         | directoare executivă și co-fondatoare No Isolation                          |
|         | Jane Fonda           | United States  | actriță și activistă socială                                                |
|         | Kiran Gandhi         | United States  | cântăreață, muziciană, activistă pentru libertatea de gen                   |
|         | Miho Imada           | Japan          | maestră în tehnica de a produce sake                                        |
|         | Isaivani             | India          | cântăreață și militantă politică                                            |
|         | Nadine Kaadan        | France         | scriitoare și ilustratoare de cărți pentru copii                            |
|         | Mulenga Kapwepwe     | Zambia         | artistă și co-fondatoare Zambian Women's History Museum                     |
|         | Jackie Kay           | United Kingdom | scenaristă, scriitoare și poetă națională a Scoției                         |
|         | Mahira Khan          | Pakistan       | actriță și activistă, ambasadoare a bunăvoinței pentru UNHCR                |
|         | Angélique Kidjo      | Benin          | muziciană și ambasadoare UNICEF                                             |
|         | Chu Kim Duc          | Vietnam        | arhitectă și activistă pentru drepturile copilului                          |
|         | Zahara               | South Africa   | textieră și cântăreață                                                      |
|         | Nandar               | Myanmar        | activistă feministă                                                         |
|         | Ana Tijoux           | France         | protestantă și interpretă hip hop                                           |
|         | Yulia Tsvetkova      | Russia         | activistă, deținută politic                                                 |
|         | Kotchakorn Voraakhom | Thailand       | arhitectă peisagistă                                                        |
|         | Elin Williams        | United Kingdom | activistă pentru drepturile persoanelor cu dizabilități                     |
|         | Michelle Yeoh        | Malaysia       | actriță și ambasadoare a bunăvoinței pentru UNDP                            |

#### Identitate
| Imagine                                    | Nume                             | Țara natală   | Descriere |
| ------------------------------------------ | -------------------------------- | ------------- | --- |
|                                            | Muyesser Abdul'ehed (AKA Hendan) | China         | scriitoare uigură și activistă pentru limbă                                                                                                   |
|                                            | Erica Baker                      | Germany       | ingineră software |
|                                            | Cindy Bishop                     | Thailand      | model și ambasadoare a bunăvoinței pentru ONU                                                                                                 |
|                                            | Wendy Beatriz Caishpal Jaco      | El Salvador   | militantă pentru drepturile persoanelor cu dizabilități                                                                                       |
|                                            | Patrisse Cullors                 | USA           | activistă pentru drepturile omului, co-fondatoare și directoare executivă Black Lives Matter Global Network Foundation                        |
|                                            | Shani Dhanda                     | UK            | activistă pentru drepturile persoanelor cu dizabilități                                                                                       |
|                                            | Eileen Flynn                     | Ireland       | senatoare și activistă socială |
|                                            | Alicia Garza                     | USA           | activistă pentru drepturile omului, co-fondatoare a mișcării internaționale Black Lives Matter și a rețelei Black Lives Matter Global Network |
|                                            | Uyaiedu Ikpe-Etim                | Nigeria       | activistă și regizoare de filme LGBTQ |
|                                            | Gülsüm Kav                       | Turkey        | medic, activistă, co-fondatoare We Will Stop Femicide                                                                                         |
|                                            | Josina Machel                    | Mozambique    | activistă pentru drepturile omului |
|                                            | Hayat Mirshad                    | Lebanon       | activistă feministă, jurnalistă, co-fondatoare a colectivului Fe-Male                                                                         |
|                                            | Laleh Osmany                     | Afghanistan   | activistă pentru drepturile femeilor și fondatoare a campaniei #WhereIsMyName                                                                 |
|                                            | Cibele Racy                      | Brazil        | profesoară, activistă pentru egalitatea de rasă                                                                                               |
| 22 - Lea T-001 (17107157436) (cropped).jpg | Lea T                            | Brazil        | model și militantă pentru drepturile persoanelor transgen                                                                                     |
|                                            | Ayu (Opal) Tometi                | USA           | activistă pentru drepturile omului, co-fondatoare a mișcării Black Lives Matter                                                               |
|                                            | Alice Wong                       | United States | activistă pentru drepturile persoanelor cu dizabilități, fondatoare Disability Visibility Project                                             |

### 2019
Lista anului 2019 a fost anunțată pe 16 octombrie 2019. Lista candidatelor a fost aleasă dintre cele nominalizate de diferitele echipe lingvistice ale BBC folosind tema anului 2020, care a fost „Viitorul feminin”. Lista a fost împărțită în șase categorii: Pământ, Cunoaștere, Leadership, Creativitate, Sport și Identitate.

#### Pământ
| Imagine | Nume                       | Țara natală                | Descriere |
| ------- | -------------------------- | -------------------------- | --- |
|         | Judith Bakirya             | Uganda                     | fermier organic și activistă pentru drepturile femeilor |
|         | Ella Daish                 | Regatul Unit               | militantă ecologistă și anti-plastic |
|         | Katrina Johnston-Zimmerman | Statele Unite ale Americii | antropologă urbană și co-fondatoare The Women Led Cities Initiative |
|         | Gada Kadoda                | Sudan                      | fondatoare Sudanese Knowledge Society și formatoare pentru comunitate |
|         | Jamie Margolin             | Statele Unite ale Americii | activistă împotriva schimbărilor climatice și co-fondatoare a mișcării Zero Hour                                                                                            |
|         | Francia Márquez            | Columbia                   | ecologistă afro-columbiană și lider al unui marș al femeilor ce a durat 10 zile pe o distanță de peste 560 km (350 de mile), câștigătoare a Premiului Goldman Environmental |
|         | Trang Nguyen               | Vietnam                    | conservaționistă a vieții în sălbăticie și fondatoare WildAct |
|         | Autumn Peltier             | Canada                     | militantă pentru apa potabilă |
|         | Swietenia Puspa Lestari    | Indonezia                  | scufundătoare subacvatică, fondatoare Divers Clean Action Foundation și activistă de mediu                                                                                  |
|         | Charlene Ren               | China                      | militantă pentru apa potabilă, fondatoare MyH2O |
|         | Najat Saliba               | Liban                      | profesoară de chimie și cercetătoare în domeniul poluării aerului |
|         | Vandana Shiva              | India                      | lider de mediu și câștigătoare a Premiului Nobel alternativ pentru pace |
|         | Greta Thunberg             | Suedia                     | activistă pentru combaterea schimbărilor climatice |
|         | Marilyn Waring             | Noua Zeelandă              | economistă feministă și activistă de mediu |

#### Cunoaștere
| Imagine | Nume                   | Țara natală                 | Descriere                                                                                              |
| ------- | ---------------------- | --------------------------- | --- |
|         | MiMi Aung              | Statele Unite ale Americii  | inginer și manager de proiecte pentru NASA                                                             |
|         | Raya Bidshahri         | Iran                        | educatoare și fondatoare Awecademy                                                                     |
|         | Katie Bouman           | Statele Unite ale Americii  | inginer și informaticiană, a procesat prima imagine a unei găuri negre                                 |
|         | Lisa Campo-Engelstein  | Statele Unite ale Americii  | bioeticiană și cercetătoare în domeniul fertilității și reproducerii                                   |
|         | Rana el Kaliouby       | Egipt                       | pionier al inteligenței artificiale emoționale, fondatoare Affectiva                                   |
|         | Amy Karle              | Statele Unite ale Americii  | bioartistă și designer 3D                                                                              |
|         | Fei-Fei Li             | Statele Unite ale Americii  | pionier al inteligenței artificiale, susține femeile și minoritățile să construiască și să dezvolte IA |
|         | Julie Makani           | Tanzania                    | cercetătoare medicală, implicată în tratamentul anemiei falciforme                                     |
|         | Sarah Martins Da Silva | Regatul Unit                | medic obstetrician-ginecolog și cercetătoare în domeniul fertilității                                  |
|         | Susmita Mohanty        | India                       | designer de nave spațiale, antreprenoare și militantă pentru climă                                     |
|         | Benedicte Mundele      | Republica Democratică Congo | antreprenoare în domeniul alimentelor proaspete și fondatoare Surprise Tropical                        |
|         | Zehra Sayers           | Turcia                      | biofiziciană și președinte al proiectului SESAME                                                       |
|         | Hayfa Sdiri            | Tunisia                     | antreprenoare și militantă ONU pentru egalitatea de gen                                                |
|         | Noor Shaker            | Siria                       | inovatoare în domeniul inteligenței artificiale                                                        |
|         | Bonita Sharma          | Nepal                       | fondatoare The Social Changemakers and Innovators                                                      |
|         | Veronique Thouvenot    | Chile                       | lider al mișcării Zero Mothers Die                                                                     |
|         | Paola Villarreal       | Mexic                       | informaticiană și programatoare, a creat proiectul Data for Justice                                    |
|         | Amy Webb               | Statele Unite ale Americii  | futuristă                                                                                              |

#### Leadership
| Imagine | Nume                     | Țara natală                | Descriere |
| ------- | ------------------------ | -------------------------- | --- |
|         | Alanoud Alsharekh        | Kuwait                     | activistă pentru drepturile femeilor, medaliată cu Ordinul Național de Merit                                                                            |
|         | Tabata Amaral            | Brazilia                   | politiciană impllicată în educație, drepturile femeilor, inovație politică și un viitor sustenabil                                                      |
|         | Dhammananda Bhikkhuni    | Thailanda                  | prima femeie călugăriță budistă Thai (bhikkhuni) și stareță a mănăstirii Songdhammakalyan                                                               |
|         | Mabel Bianco             | Argentina                  | medic feminist și militantă pentru drepturile femeilor, președinte al Foundation for Studies and Research on Women (FEIM)                               |
|         | Maria Fernanda Espinosa  | Ecuador                    | a patra femeie președinte a Adunării Generale a Națiunilor Unite                                                                                        |
|         | sora Gerard Fernandez    | Singapore                  | călugăriță romano-catolică și consilieră în cazul pedepsei capitale                                                                                     |
|         | Zarifa Ghafari           | Afganistan                 | una dintre primele primărițe din Afganistan, militantă împotriva poluării                                                                               |
|         | Jalila Haider            | Pakistan                   | avocată pentru drepturile omului și militantă pentru drepturile femeilor                                                                                |
|         | Asmaa James              | Sierra Leone               | jurnalistă și activistă pentru drepturile femeilor |
|         | Ahlam Khudr              | Sudan                      | lider de proteste pentru drepturile omului |
|         | Aïssata Lam              | Mauritania                 | expertă în microfinanțe și militantă pentru drepturile femeilor                                                                                         |
|         | Soo Jung Lee             | Coreea de Sud              | psihologă legală și militantă împotriva hărțuirii |
|         | Gina Martin              | Regatul Unit               | militantă pentru a declara ilegal în Anglia și Țara Galilor actul de a realiza fotografii ale părților initme fără cunoștința victimelor (Upskirting⁠(d) |
|         | Van Thi Nguyen           | Vietnam                    | co-fondatoare a Centrului Will to Live |
|         | Alexandria Ocasio-Cortez | Statele Unite ale Americii | cea mai tânără femeie aleasă în Congresul SUA |
|         | Onjali Q. Raúf           | Regatul Unit               | scriitoare și fondatoare Making Herstory |
|         | Maria Ressa              | Filipine                   | ziaristă și fondatoare a site-ului de știri online Rappler                                                                                              |
|         | Lyubov Sobol             | Rusia                      | avocată și activistă anti-corupție |
|         | Samah Subay              | Yemen                      | avocată care susține familiile ale căror copii au „dispărut”                                                                                            |

#### Creativitate
| Imagine | Nume             | Țara natală                | Descriere |
| ------- | ---------------- | -------------------------- | --- |
|         | Precious Adams   | Statele Unite ale Americii | balerină |
|         | Manal Al Dowayan | Arabia Saudită             | fotografă și artistă |
|         | Marwa Al-Sabouni | Siria                      | arhitectă, deține singurul website în limba arabă cu știri din domeniul arhitecturii, câștigătoare a Premiului Prince Claus |
|         | Yalitza Aparicio | Mexic                      | actriță și activistă pentru drepturile omului                                                                               |
|         | Dayna Ash        | Liban                      | poetă și activistă culturală                                                                                                |
|         | Ayah Bdeir       | Liban Canada               | fondatoare littleBits și militantă pentru STEM                                                                              |
|         | Scarlett Curtis  | Regatul Unit               | co-fondatoare Pink Protest                                                                                                  |
|         | Luchita Hurtado  | Venezuela                  | artistă și activistă de mediu                                                                                               |
|         | Aranya Johar     | India                      | poetă beat, scrie despre egalitatea de gen și probleme de sănătate mintală                                                  |
|         | Erika Lust       | Suedia                     | regizoare, scenaristă și producătoare de filme erotice                                                                      |
|         | Lauren Mahon     | Regatul Unit               | podcaster și supraviețuitoare a cancerului                                                                                  |
|         | Lisa Mandemaker  | Țările de Jos              | designer al unui prototip de uter artificial pentru bebeluși născuți prematur                                               |
|         | Raja Meziane     | Algeria                    | autoare de cântece anti-guvernamentale despre nedreptate socială, presupusă corupție și inegalitate                         |
|         | Ashcharya Peiris | Sri Lanka                  | creatoare de modă și speaker motivațional, este nevăzătoare                                                                 |
|         | Danit Peleg      | Israel                     | creatoare de modă și de haine 3D                                                                                            |
|         | Kalista Sy       | Senegal                    | scenarista seriei televizate Mistress of a Married Man                                                                      |
|         | Ida Vitale       | Uruguay                    | poetă, a cincea femeie care a câștigat Premiul Cervantes pentru întreaga operă                                              |

#### Sport
| Imagine | Nume                    | Țara natală                | Descriere |
| ------- | ----------------------- | -------------------------- | --- |
|         | Jasmin Akter            | Bangladesh Regatul Unit    | refugiată Rohingya și jucătoare de crichet |
|         | Kimia Alizadeh          | Iran                       | prima femeie iraniană medaliată olimpic |
|         | Dina Asher-Smith        | Regatul Unit               | cea mai rapidă femeie din istoria Marii Britaniii |
|         | Salwa Eid Naser         | Nigeria Bahrain            | campioană mondianlă la proba de sprint 400 m |
|         | Bethany Firth           | Regatul Unit               | campioană la înot paralimpic |
|         | Shelly-Ann Fraser-Pryce | Jamaica                    | campioană mondială la proba de sprint 100 m |
|         | Tayla Harris            | Australia                  | sportivă profesionistă australiană, cunoscută pentru cariera ei în fotbalul australian cu regulile clubului de fotbal din Melbourne, în AFL feminin și în box profesionist |
|         | Huang Wensi             | China                      | pugilistă profesionistă |
|         | Fiona Kolbinger         | Germania                   | prima femeie ciclistă care a câștigat Cursa Transcontinentală |
|         | Hiyori Kon              | Japonia                    | luptătoare sumo |
|         | Farida Osman            | Egipt                      | prima femeie din Egipt medaliată la înot |
|         | Megan Rapinoe           | Statele Unite ale Americii | câștigătoare a Campionatului Mondial de Fotbal Feminin și militantă pentru egalitate în fotbalul american                                                                  |
|         | Jawahir Roble           | Somalia Regatul Unit       | arbitru de fotbal, prima femeie musulmană, de culoare și purtătoare de hijab care a devenit arbitru în Regatul Unit al Marii Britanii                                      |

#### Identitate
| Imagine | Nume               | Țara natală                | Descriere |
| ------- | ------------------ | -------------------------- | --- |
|         | Parveena Ahanger   | India                      | activistă pentru drepturile omului                                                                                                |
|         | Piera Aiello       | Italia                     | politiciană anti-mafia |
|         | Rida Al Tubuly     | Libia                      | militantă pentru pace |
|         | Nisha Ayub         | Malaysia                   | activistă transgender |
|         | Sinéad Burke       | Irlanda                    | activistă pentru drepturile persoanelor cu dizabilități                                                                           |
|         | Sharan Dhaliwal    | Regatul Unit               | scriitoare și militantă pentru sănătatea mentală și sexuală a tinerilor din Asia de Sud și pentru drepturile comunității LGBTQ    |
|         | Lucinda Evans      | Africa de Sud              | activistă pentru drepturile femeilor și fondatoare Philisa Abafazi Bethu (Heal our Women)                                         |
|         | Owl Fisher         | Islanda                    | activistă transgender, jurnalistă și scriitoare                                                                                   |
|         | Hollie             | Statele Unite ale Americii | supraviețuitoare a traficului sexual                                                                                              |
|         | Yumi Ishikawa      | Japonia                    | militantă împotriva discriminării de gen și fondatoare a mișcării KuToo                                                           |
|         | Subhalakshmi Nandi | India                      | cercetătoare și militantă pentru egalitatea de gen                                                                                |
|         | Natasha Noel       | India                      | influencer, practicantă de yoga                                                                                                   |
|         | Djamila Ribeiro    | Brazilia                   | scriitoare și militantă pentru drepturile femeilor afro-braziliene                                                                |
|         | Nanjira Sambuli    | Kenya                      | expertă în egalitate digitală pentru World Wide Web Consortium                                                                    |
|         | Pragati Singh      | India                      | medic, organizatoare a comunității online Indian Aces pentru persoanele asexuale                                                  |
|         | Bella Thorne       | Statele Unite ale Americii | actriță și regizoare |
|         | Purity Wako        | Uganda                     | life coach pentru motivarea femeilor                                                                                              |
|         | Sara Wesslin       | Finlanda                   | jurnalistă care a făcut lobby pentru a obține finanțare guvernamentală pentru predarea limbii skolt sami, una dintre limbile sami |
|         | Gina Zurlo         | Statele Unite ale Americii | expertă în statistici religioase                                                                                                  |

### 2018
Lista anului 2018 a fost anunțată în noiembrie 2018. Pe listă se afla și cel de-al 27-lea prim-ministru australian Julia Gillard, Stacey Cunningham care conduce Bursa de Valori din New York și Shaparak Shajarizadeh care a contestat legea iraniană prin care femeile sunt obligate să poarte hijab.
| Imagine | Nume                                  | Țara natală                | Descriere |
| ------- | ------------------------------------- | -------------------------- | --- |
|         | Abisoye Ajayi-Akinfolarin             | Nigeria                    | antreprenoare socială |
|         | Esra'a Al Shafei                      | Bahrain                    | activistă pentru drepturile civile, blogger, fondatoare și directoare executivă Majal.org și proiectele conexe, inclusiv CrowdVoice.org                                |
|         | Svetlana Alekseeva                    | Rusia                      | model și supraviețuitoare a arsurilor pe corp |
|         | Lizt Alfonso                          | Cuba                       | regizoare și coreografă |
|         | Nimco Ali                             | Regatul Unit Somaliland    | activistă socială britanică de origine somaleză, co-fondatoarea și CEO The Five Foundation, un parteneriat global care luptă împotriva mutilării genitale la femei     |
|         | Isabel Allende                        | Peru                       | scriitoare |
|         | Boushra Yahya Almutawakel             | Yemen                      | artistă, activistă și fotografă |
|         | Alina Anisimova                       | Kârgâzstan                 | activistă socială și feministă, studentă și programatoare la Kyrgyz Girls' Space School                                                                                |
|         | Frances Arnold                        | Statele Unite ale Americii | inginer chimist, laureată a Premiului Nobel |
|         | Uma Devi Badi                         | Nepal                      | lider al mișcării Badi și activistă pentru drepturile omului |
|         | Judith Balcazar                       | Regatul Unit               | creatoare de modă și co-fondatoare Giggle Knickers (lenjerie intimă pentru femeile care suferă de incontinență urinară)                                                |
|         | Cindy Arlette Contreras Bautista      | Peru                       | avocată care militează împotriva violenței domestice, reprezentantă a mișcării NiUnaMenos                                                                              |
|         | Leyla Belyanova                       | Uzbekistan                 | ecologistă, luptă pentru a proteja natura în Uzbekistan |
|         | Analia Bortz                          | Argentina                  | medic, rabin și bioeticiană, tratează femeile cu probleme de fertilitate                                                                                               |
|         | Fealofani Bruun                       | Samoa                      | prima femeie din Samoa care s-a calificat conducător de iaht |
|         | Raneen Bukhari                        | Arabia Saudită             | femeie de afaceri, curator și manager de galerii de artă |
|         | Joy Buolamwini                        | Canada                     | artistă și cercetătoare în domeniul inteligenței artificiale |
|         | Barbara Burton                        | Regatul Unit               | fondatoare și CEO BehindBras, o organizație caritabilă care sprijină femeile foste deținute                                                                            |
|         | Tamara Cheremnova                     | Rusia                      | scriitoare, are paralizie cerebrală |
|         | Chelsea Clinton                       | Statele Unite ale Americii | scriitoare și antreprenoare, vice-președinte al Fundației Clinton |
|         | Stacey Cunningham                     | Statele Unite ale Americii | președinte NYSE |
|         | Jenny Davidson (businesswoman)        | Statele Unite ale Americii | antreprenoare |
|         | Asha de Vos                           | Sri Lanka                  | biolog marin |
|         | Gabriella Di Laccio                   | Brazilia                   | soprană și fondatoare DONNE (despre femeile muziciene) |
|         | Xiomara Diaz                          | Nicaragua                  | antreprenoare, proprietară de restaurant, implicată în acțiuni caritabile                                                                                              |
|         | Noma Dumezweni                        | Regatul Unit Eswatini      | actriță |
|         | Chidera Eggerue                       | Regatul Unit               | scriitoare și blogger „The Slumflower" |
|         | Shrouk El-Attar                       | Egipt                      | inginer de design electronic |
|         | Nicole Evans                          | Regatul Unit               | expertă în vânzări online și militantă pentru femeile care se confruntă cu premenopauza                                                                                |
|         | Raghda Ezzeldin                       | Egipt                      | scufundătoare liberă |
|         | Mitra Farazandeh                      | Iran                       | artistă militantă pentru drepturile persoanelor cu dizabilități |
|         | Mamitu Gashe                          | Etiopia                    | chirurg etiopian, specialistă în repararea fistulei obstetricale |
|         | Meena Gayen                           | India                      | femeie de afaceri |
|         | G.E.M. (Gloria Tang Tsz-kei)          | China Hong Kong, China     | interpretă, textieră și producătoare muzicală, implicată în activități caritabile                                                                                      |
|         | Fabiola Gianotti                      | Italia                     | fizician și director general al CERN |
|         | Julia Gillard                         | Australia                  | cel de-al 27-lea prim-ministru al Australiei |
|         | Elena Gorolová                        | Cehia                      | asistentă socială, militantă împotriva sterilizării forțate |
|         | Randi Heesoo Griffin                  | Statele Unite ale Americii | jucătoare de hochei pe gheață, militantă pentru egalitatea de șanse în hocheiul pe gheață                                                                              |
|         | Janet Harbick                         | Canada                     | activistă, mamă surogat |
|         | Jessica Hayes                         | Statele Unite ale Americii | profesoară de teologie |
|         | Thando Hopa                           | Africa de Sud              | model, avocată și militantă pentru diversitate și incluziune |
|         | Hindou Oumarou Ibrahim                | Ciad                       | ecologistă și militantă pentru femei și pentru populația indigenă |
|         | Reyhan Jamalova                       | Azerbaidjan                | antreprenoare, fondatoare și director general Rainenergy, companie ce se ocupă cu producerea de energie din apele meteorice                                            |
|         | Jameela Jamil                         | Regatul Unit               | actriță și fondatoare @i-weigh |
|         | Liz Johnson                           | Regatul Unit               | înotătoare și antreprenoare paralimpică, medaliată cu aur, conduce o agenție de recrutare care urmărește să reducă decalajul de angajare a persoanelor cu dizabilități |
|         | Lao Khang                             | Laos                       | jucătoare și antrenoare de rugby |
|         | Joey Mead King                        | Filipine                   | model și prezentatoare TV |
|         | Krishna Kumari                        | Pakistan                   | activistă pentru drepturile femeilor, aleasă în Senatul din Pakistan                                                                                                   |
|         | Marie Laguerre                        | Franța                     | studentă la arhitectură, a inițiat o platformă virtuală unde femeile pot împărtăși întâmplări proprii legate de hărțuirea stradală                                     |
|         | Veasna Chea Leth                      | Cambodia                   | avocată, prima femeie din Cambodgia care a studiat dreptul |
|         | Ana Graciela Sagastume López          | Slovenia                   | procuror special în cazuri legate de femei și feminicid |
|         | Maria Corina Machado                  | Venezuela                  | lider politic, a militat pentru garantarea democrației proceselor în Venezuela                                                                                         |
|         | Nanaia Mahuta                         | Noua Zeelandă              | Ministra Dezvoltăriii în Maori, prima femeie parlamentar cu un tatuaj Maori pe chip                                                                                    |
|         | Sakdiyah Ma'ruf                       | Indonezia                  | prima femeie musulmană actriță stand-up din Indonezia |
|         | Nujeen Mustafa                        | Siria                      | refugiată siriană, activistă și militantă pentru drepturile refugiaților cu dizabilități                                                                               |
|         | Lisa McGee                            | Regatul Unit               | scenaristă din Irlanda de Nord, autoare și creatoare a Derry Girls |
|         | Kirsty McGurrell                      | Regatul Unit               | coordonatoare a proiectului 4Louis, care sprijină părinții îndoliați ai copiilor născuți morți                                                                         |
|         | Becki Meakin                          | Regatul Unit               | manager general la Shaping Our Lives, activistă pentru drepturile persoanelor cu dizabilități                                                                          |
|         | Ruth Medufia                          | Ghana                      | femeie sudor, model pentru tinerele femei din industria construcțiilor                                                                                                 |
|         | Larisa Mikhaltsova                    | Ucraina                    | profesoară de acordeon, a devenit model la 63 de ani |
|         | Amina J. Mohammed                     | Nigeria                    | secretar general adjunct în cadrul ONU |
|         | Yanar Mohammed                        | Irak                       | președinte al Organizației pentru Libertatea Femeilor din Irak |
|         | Joseline Esteffania Velasquez Morales | Guatemala                  | studentă și coordonatoare de ONG, militează împotriva căsătoriei forțate                                                                                               |
|         | Robin Morgan                          | Statele Unite ale Americii | autoare și activistă, fondatoare a The Sisterhood is Global Institute și a Women's Media Center                                                                        |
|         | Dima Nashawi                          | Siria                      | artistă, clovn și povestitoare vizuală, care culege povești din Siria                                                                                                  |
|         | Helena Ndume                          | Namibia                    | oftalmolog care a efectuat operații de redare a vederii la 35.000 de namibieni, gratuit                                                                                |
|         | Kelly O'Dwyer                         | Australia                  | Ministră pentru locuri de muncă și relații industriale și ministră pentru femei în Parlamentul australian                                                              |
|         | Yuki Okoda                            | Japonia                    | astronom, prima persoană care a descoperit o nouă stea ce ar putea elucida originea Sistemului Solar                                                                   |
|         | Olivette Otele                        | Camerun                    | Profesoarăde istorie la Universitatea Bath Spa, Anglia |
|         | Claudia Sheinbaum Pardo               | Mexic                      | Primăriță în Ciudad de Mexico și fiziciană laureată a Premiului Nobel pentru Pace                                                                                      |
|         | Park Soo-yeon                         | Coreea de Sud              | militantă digitală împortriva crimelor sexuale |
|         | Ophelia Pastrana                      | Columbia                   | Comediantă și personalitate media |
|         | Viji Palithodi                        | India                      | activistă care a fondat uniunea femeilor Penkootam în Kerala |
|         | Brigitte Sossou Perenyi               | Ghana                      | producătoare de documentare, victimă a sclaviei Trokosi (un ritual african, pentru care tinere fete fecioare sunt supuse unei sclavii religioase)                      |
|         | Vicky Phelan                          | Irlanda                    | Exposed the Irish Cervical Check Screening scandal |
|         | Rahibai Soma Popere                   | India                      | Farmer and founder of Seed Bank, India collecting indigenous seeds |
|         | Valentina Quintero                    | Venezuela                  | Journalist promoting tourism and the environment through television programs                                                                                           |
|         | Sam Ross                              | Regatul Unit               | Catering assistant and advocate for people with Down syndrome |
|         | Fatma Samoura                         | Senegal                    | Secretary General of FIFA |
|         | Juliet Sargeant                       | Tanzania                   | Garden designer |
|         | Sima Sarkar                           | Bangladesh                 | Full-time mother of 18-year-old disabled child |
|         | Shaparak Shajarizadeh                 | Iran                       | Activist against compulsory hijab rule, now in exile |
|         | Haven Shepherd                        | Vietnam                    | Suicide bomb survivor and Paralympic hopeful |
|         | Nenney Shushaidah Binti Shamsuddin    | Malaysia                   | Female Syariah judge |
|         | Hayat Sindi                           | Arabia Saudită             | Biotechnologist, Unesco Goodwill Ambassador for science and founder of the i2 Institute for imagination and ingenuity                                                  |
|         | Jacqueline Straub                     | Germania                   | Theologian, journalist and author seeking to become a Catholic priest                                                                                                  |
|         | Donna Strickland                      | Canada                     | Professor of Physics, University of Waterloo, Canada and winner of Nobel Prize in Physics, 2018                                                                        |
|         | Kanpassorn Suriyasangpetch            | Thailanda                  | Dentist, mental health advocate and app developer |
|         | Setsuko Takamizawa                    | Japonia                    | Learning English to help tourists at Tokyo's 2020 Olympic Games |
|         | Nargis Taraki                         | Afganistan                 | NGO legal adviser who campaigns for female empowerment |
|         | Ellen Tejle                           | Suedia                     | Campaigner for awareness of women's representation in film |
|         | Helen Taylor Thompson                 | Regatul Unit               | AIDs Hospice founder |
|         | Bola Tinubu                           | Nigeria                    | Lawyer who established the first free children's helpline in Nigeria                                                                                                   |
|         | Errollyn Wallen                       | Regatul Unit Belize        | Opera composer and Ivor Novello Award winner |
|         | Safiya Wazir                          | Afganistan                 | Community activist and U.S. politician |
|         | Gladys West                           | Statele Unite ale Americii | Mathematician, instrumental in developing GPS |
|         | Luo Yang                              | China                      | Art photography series on Chinese girls since 2007 |
|         | Maral Yazarloo-Pattrick               | Iran                       | Fashion designer and motorcyclist |
|         | Tashi Zangmo                          | Bhutan                     | Executive director for the Bhutan Nuns Foundation |
|         | Jing Zhao                             | China                      | Entrepreneur running online sex education network |

### 2017
În 2017, femeile de pe listă au făcut parte dintr-o Provocare pentru 100 de femei, abordând unele dintre cele mai mari probleme cu care se confruntă femeile din întreaga lume. Reunindu-se în patru echipe, femeile și-au împărtășit experiențele și au creat modalități inovatoare de a le aborda:
- Plafonul de sticlă (#Teamlead)
- Analfabetismul la femei (#Teamread)
- Hărțuirea stradală (#Teamgo)
- Sexismul în sport (#Teamplay)

#### Echipa Plafonul de sticlă
| Imagine | Nume                                  | Țara natală                | Descriere                                                        |
| ------- | ------------------------------------- | -------------------------- | ---------------------------------------------------------------- |
|         | Agnes Atim Apea                       | Uganda                     | Founder and CEO of Hope Co-ops                                   |
|         | Amy Cuddy                             | Statele Unite ale Americii | Harvard social psychologist and author                           |
|         | Elaine Welteroth                      | Statele Unite ale Americii | Editor-in-chief of Teen Vogue                                    |
|         | Erin Akinci                           | Statele Unite ale Americii | Data scientist                                                   |
|         | Jin Xing                              | China                      | Dancer, television star and business owner                       |
|         | Karlie Noon                           | Australia                  | Astronomer                                                       |
|         | Lea Coligado                          | Statele Unite ale Americii | Software engineer                                                |
|         | Lori Nishiura Mackenzie               | Statele Unite ale Americii | Executive Director of the Clayman Institute, Stanford University |
|         | Loujain Alhathloul                    | Arabia Saudită             | Student                                                          |
|         | Maci Peterson                         | Statele Unite ale Americii | Co-founder and CEO, On Second Thought                            |
|         | Mariana Feraru                        | România                    | Cosmetician                                                      |
|         | María Teresa Ruiz                     | Chile                      | Astronomer                                                       |
|         | Marilyn Loden                         | Statele Unite ale Americii | Author, management consultant and diversity advocate             |
|         | Marina Potoker                        | Rusia                      | Managing director, Rockwool Russia                               |
|         | Melisa Marquez-Rodriguez              | Puerto Rico                | Lead Android engineer for website builder, Weebly.com            |
|         | Michelle Mone                         | Regatul Unit               | Entrepreneur                                                     |
|         | Muhabbat Sharapova                    | Uzbekistan                 | Maths teacher                                                    |
|         | Nana Akua Oppong Birmeh               | Ghana                      | Architect                                                        |
|         | Natalia Margolis                      | Statele Unite ale Americii | Software Engineer at Huge agency                                 |
|         | Romina Bernardo (aka Chocolate Remix) | Argentina                  | Musician                                                         |
|         | Roya Ramezani                         | Iran                       | Design strategist                                                |
|         | Rumman Chowdhury                      | Statele Unite ale Americii | Senior Principal at Accenture AI                                 |
|         | Sasha Perigo                          | Statele Unite ale Americii | Student                                                          |
|         | Savita Devi (Drummer)                 | India                      | Drummer                                                          |
|         | Susi Pudjiastuti                      | Indonezia                  | Politician and entrepreneur                                      |
|         | Suzanne Doyle-Morris                  | Australia                  | Author and expert on gender in the workplace                     |

#### Echipa Analfabetismul la femei
| Imagine | Nume                     | Țara natală                | Descriere |
| ------- | ------------------------ | -------------------------- | --- |
|         | Aditi Avasthi            | India                      | Entrepreneur; Founder and CEO, Embibe                                                                         |
|         | Huỳnh Thị Xậm            | Vietnam                    | Librarian |
|         | Indira Rana Magar        | Nepal                      | Founder, Prisoner's Assistance Nepal                                                                          |
|         | Ira Trivedi              | India                      | Writer |
|         | Maggie MacDonnell        | Canada                     | Teacher |
|         | Marieme Jamme            | Senegal                    | Founder of iamtheCODE                                                                                         |
|         | Mehroonisa Siddiqui      | India                      | Homemaker |
|         | Michelle Bachelet        | Chile                      | President of Chile                                                                                            |
|         | Nitya Thummalachetty     | India                      | Director of Diversity, FortunaPIX                                                                             |
|         | Peggy Whitson            | Statele Unite ale Americii | Astronaut |
|         | Priyanka Roy             | India                      | Student |
|         | Sakena Yacoobi           | Afganistan                 | CEO of Afghan Institute for Learning and social entrepreneur with four private schools and one radio station. |
|         | Tulika Kiran             | India                      | Teacher and social worker                                                                                     |
|         | Urvashi Sahni            | India                      | Founder and CEO, Study Hall Educational Foundation                                                            |
|         | Zainab Fadhal            | Iraq                       | Student |
|         | Vicky Colbert            | Columbia                   | Sociologist of education                                                                                      |
|         | Muzoon Almellehan        | Siria                      | Activist and UNICEF Goodwill Ambassador                                                                       |
|         | Lin Nien-Tzu             | Taiwan                     | Founder, Dharti Mata Sustainable Workshop                                                                     |
|         | Frances Melanie Hardinge | Regatul Unit               | Author |
|         | Ngozi Okonjo-Iweala      | Nigeria                    | Economist |
|         | Ahlam al-Rashid          | Siria                      | Teacher and Head of the Women Empowerment Centre, northern Syria                                              |
|         | Regina Honu              | Ghana                      | Social entrepreneur                                                                                           |
|         | Angeline Murimirwa       | Zimbabwe                   | Regional executive director, Camfed Southern & Eastern Africa                                                 |
|         | Bella Devyatkina         | Rusia                      | Polyglot |
|         | Tran Thi Kim Thia        | Vietnam                    | Lottery ticket vendor and swimming coach                                                                      |

#### Echipa Hărțuirea stradală
| Imagine                                                           | Nume                  | Țara natală                | Descriere                                                                 |
| ----------------------------------------------------------------- | --------------------- | -------------------------- | ------------------------------------------------------------------------- |
|                                                                   | Adelle Onyango        | Kenya                      | Radio presenter                                                           |
|                                                                   | Anita Nderu           | Kenya                      | Television presenter and radio news anchor at Capital FM                  |
|                                                                   | Anne-Marie Imafidon   | Regatul Unit               | CEO & 'Head Stemette' at Stemettes                                        |
|                                                                   | Chaima Lahsini        | Maroc                      | Journalist                                                                |
|                                                                   | Ellen Johnson Sirleaf | Liberia                    | President of Liberia                                                      |
|                                                                   | Ellie Cosgrave        | Regatul Unit               | Lecturer in Urban Innovation and Policy at UCL                            |
|                                                                   | Laura Jordan Bambach  | Australia                  | Co-founder & Chief Creative Officer, Mr President and co-founder, SheSays |
|                                                                   | Liz Kelly             | Regatul Unit               | Professor of Sexualised Violence                                          |
|                                                                   | Maria Scorodinschi    | Moldova                    | Campaigner against domestic violence                                      |
|                                                                   | Naomi Mwaura          | Kenya                      | Founder, Flone Initiative and Communications Associate at ITDP Africa     |
|                                                                   | Resham Khan           | Regatul Unit               | Student                                                                   |
|                                                                   | Rupi Kaur             | India                      | Author                                                                    |
|                                                                   | Talent Jumo           | Zimbabwe                   | Founder and Director, Katswe Sistahood                                    |
|                                                                   | Tiwa Savage           | Nigeria                    | Singer-songwriter                                                         |
|                                                                   | Virali Modi           | India                      | Disability rights activist and youth ambassador                           |
|                                                                   | Leila Smith           | Franța                     | Artist                                                                    |
|                                                                   | Sharon Sabita Beepath | Trinidad-Tobago            | Counsellor, Stand Against Abuse advocate                                  |
|                                                                   | Amanda Nunez-Ferreira | Statele Unite ale Americii | Student                                                                   |
|                                                                   | Somporn Khempetch     | Thailanda                  | Social worker and teacher                                                 |
| A women with curly red hair stands in front of a pink brick wall. | Tamara De Anda        | Mexic                      | Journalist                                                                |
|                                                                   | Doris Muthoni Wanjira | Kenya                      | Conductor                                                                 |
|                                                                   | Hanne Bingle          | Danemarca                  | Powerlifter and retired London Underground driver                         |
|                                                                   | Nihal Saad Zaghloul   | Egipt                      | Business development officer and co-founder of Bassma                     |
|                                                                   | Angie Ng              | Canada                     | Founder of SlutWalk Hong Kong                                             |
|                                                                   | Asena Melisa Saglam   | Turcia                     | Student                                                                   |

#### Echipa Sexismul în sport
| Imagine | Nume                        | Țara natală                          | Descriere                                                             |
| ------- | --------------------------- | ------------------------------------ | --------------------------------------------------------------------- |
|         | Adriana Behar               | Brazilia                             | General Manager of Sport Planning for the Brazilian Olympic Committee |
|         | Ana Luiza Santos de Andrade | Brazilia                             | Student                                                               |
|         | Beatriz Vaz E Silva         | Brazilia                             | Athlete and Footballer                                                |
|         | Claudianny Drika            | Brazilia                             | Football coach                                                        |
|         | Fernanda Nunes              | Brazilia                             | Olympic rower and blogger                                             |
|         | Grace Larsen                | Statele Unite ale Americii           | Retired civil servant                                                 |
|         | Luiza Travassos             | Brazilia                             | Student                                                               |
|         | Maira Liguori               | Brazilia                             | Director of NGO, Think Olga                                           |
|         | MC Soffia                   | Brazilia                             | Rapper                                                                |
|         | Mithali Raj                 | India                                | Cricketer                                                             |
|         | Momina Mustehsan            | Pakistan                             | Musician                                                              |
|         | Nadia Comaneci              | România · Statele Unite ale Americii | Olympic gymnast                                                       |
|         | Nawaal Akram                | Qatar                                | Model, comedian and founder of Muscular Dystrophy Qatar               |
|         | Nora Tausz Ronai            | Italia                               | Architect and teacher                                                 |
|         | Steph Houghton              | Regatul Unit                         | Footballer                                                            |
|         | Jayanthi Kuru-Utumpala      | Sri Lanka                            | Women's rights activist and mountaineer                               |
|         | Cwengekile Nikiwe Myeni     | Africa de Sud                        | Gogo (granny) support programme manager                               |
|         | Helena Pacheco              | Brazilia                             | Businesswoman and former football coach                               |
|         | Rocky Hehakaija             | Țările de Jos                        | Director of Favela Street Foundation and coach                        |
|         | Lina Khalifeh               | Iordania                             | Martial arts expert                                                   |
|         | Nguyễn Thị Tuyết Dung       | Vietnam                              | Footballer                                                            |
|         | Derartu Tulu                | Etiopia                              | Long-distance runner                                                  |
|         | Shantona Rani Roy           | Bangladesh                           | Taekwondo athlete and activist                                        |
|         | Hou Yifan                   | China                                | Chess grandmaster                                                     |

### 2016
Tema anului 2016 a fost Sfidarea. O parte a festivalului dedicat acestui eveniment în 2016 a avut loc în Ciudat de Mexico. Evenimentul principal a avut loc la Palacio de Bellas Artes, unde au cântat live artiști precum Julieta Venegas, Ángela Aguilar, Ali Gua Gua, Elis Paprika, Sofía Niño de Rivera, Ximena Sariñana și Alexis De Anda. Evenimentul a cuprins și dezbateri cu jurnalistele Carmen Aristegui și Denise Dresser. Lista din 2016 a fost publicată în ordine alfabetică, dar împărțită pe categorii în Creativ, Sfidător, Influent, Pionier și Rezilient, cu 20 de femei incluse în fiecare categorie.

#### Creativitate
| Imagine | Nume                       | Naționalitate              | Descriere |
| ------- | -------------------------- | -------------------------- | --- |
|         | Babs Forman                | United Kingdom             | London based make-up artist who covers up skin problems                                                       |
|         | Conchi Reyes Rios          | Spain                      | Bullfighter                                                                                                   |
|         | Doaa el-Adl                | Egypt                      | Cartoonist whose cat stories reflect the news                                                                 |
|         | Dwi Handa                  | Indonesia                  | Instagram fashion star                                                                                        |
|         | Funke Bucknor-Obruthe      | Nigeria                    | Planner of glitzy and celebrity weddings                                                                      |
|         | Gcina Mhlope               | South Africa               | Author, poet, playwright and storyteller                                                                      |
|         | Heloise Letissier          | France                     | French singer and songwriter known by her stage name Christine and the Queens                                 |
|         | Isabella Springmuhl Tejada | Guatemala                  | Fashion designer                                                                                              |
|         | Jeanette Winterson         | United Kingdom             | novelist |
|         | Kartika Jahja              | Indonesia                  | gender-equality singer                                                                                        |
|         | Liv Little                 | United Kingdom             | Editor-in-chief at gal-dem                                                                                    |
|         | Mariana Costa Checa        | Peru                       | Businesswoman, founder of Laboratoria                                                                         |
|         | Nadia Khiari               | Tunisia                    | Creator of cartoon character 'Willis from Tunis', whose adventures reflect the news                           |
|         | Nadiya Hussain             | United Kingdom             | Winner of reality show "The Great British Bake Off" – went on to television jobs                              |
|         | Nay el-Rahi                | Lebanon                    | Journalist, and co-founder of HarassTracker.org                                                               |
|         | Ou Xiaobai                 | People's Republic of China | Relocation manager and co-developer iHomo app which links gay and lesbian people for marriages of convenience |
|         | Paula Hawkins              | Zimbabwe                   | Writer of the novel "The Girl on the Train"                                                                   |
|         | Prathiba Parmar            | Kenya                      | British film maker                                                                                            |
|         | Reham el-Hour              | Morocco                    | Cartoonist who became professional after winning a UNESCO competition in 2000                                 |
|         | Sunny Leone                | Canada                     | Actress |

#### Sfidător
| Imagine | Nume                   | Naționalitate    | Descriere |
| ------- | ---------------------- | ---------------- | --- |
|         | Amna Suleiman          | Palestine        | Teacher andbike protester against custom that stops women cycling in Gaza                                                            |
|         | Amy Roko               | Saudi Arabia     | Comedian who became known via Instagram and Vine                                                                                     |
|         | Cat Hulbert            | United States    | Professional gambler |
|         | Corinne Maier          | France           | Writer and psychoanalyst |
|         | Denise Ho              | Canada Hong Kong | Singer and pro-democracy campaigner                                                                                                  |
|         | Ieshia Evans           | United States    | Nurse and protestor who became an icon of the Black Lives Matter movement following the publication of Taking a Stand in Baton Rouge |
|         | Iskra Lawrence         | United Kingdom   | Model |
|         | Jamilah Lemieux        | United States    | Cultural commentator, editor and columnist for Interactive One                                                                       |
|         | Janet Ní Shuilleabháin | Ireland          | Founding member, Abortion Rights Campaign                                                                                            |
|         | June Eric-Udorie       | United Kingdom   | Writer and blogger |
|         | Lois Strong            | United States    | Former college maths professor and present day cheerleader                                                                           |
|         | Naema Ahmed            | Pakistan         | E-commerce start-up manager |
|         | Neha Singh             | India            | Actor, writer and campaigner who encourages women to ignore harassment and reclaim the public space                                  |
|         | Renee Rabinowitz       | Belgium          | Lawyer who sued El Al when she was asked to move as the man next to her objected to sitting beside a female                          |
|         | Seyhan Arman           | Turkey           | Transgender activist and actor |
|         | Tess Asplund           | Sweden           | Care worker and anti-fascism activist caught in iconic photo resisting fascists                                                      |
|         | Viktoria Modesta       | Latvia           | Bionic pop artist |
|         | Winnie Harlow          | Canada           | Model |
|         | Yuliya Stepanova       | Russia           | Whistle-blowing athlete |
|         | Zulaikha Patel         | South Africa     | Thirteen year-old who took stand for young girls with natural hair                                                                   |

#### Influent
| Imagine                | Nume                    | Naționalitate         | Descriere |
| ---------------------- | ----------------------- | --------------------- | --- |
|                        | Alicia Keys             | United States         | Singer-songwriter |
|                        | Aline Mukovi Neema      | Republic of the Congo | Student activist for political change |
|                        | Carmen Aristegui        | Mexico                | journalist |
|                        | Egge Kande              | Senegal               | Community leader who advises young girls about education |
|                        | Evelyn Miralles         | Venezuela             | NASA computer engineer |
|                        | Heather Rabbatts        | Jamaica               | Lawyer and businesswoman. Non-executive member of the boards of Grosvenor Estates, Royal Opera House and The FA. Chief Executive of the London Borough of Lambeth |
|                        | Judi Aubel              | United States         | Social entrepreneur |
|                        | Liliane Landor          | Lebanon               | BBC journalist |
|                        | Lubna Tahtamouni        | Jordan                | Biology professor and science campaigner |
|                        | Mallika Srinivasan      | India                 | CEO of Tractors and Farm Equipment Limited |
|                        | Maria Zakharova         | Russia                | Foreign ministry spokeswoman |
|                        | Marne Levine            | United States         | Chief Operating Officer, Instagram |
|                        | Marta Vieira da Silva   | Brazil                | Footballer |
|                        | Rachida Dati            | France                | Politician |
| Rakeft Russak-Aminoach | Rakefet Russak-Aminoach | Israel                | CEO, Bank Leumi |
|                        | Rebecca Walker          | United States         | Writer and activist |
|                        | Shriti Vadera           | Uganda                | Banker and economist |
|                        | Simone Biles            | United States         | Olympic gymnast |
|                        | Thuli Madonsela         | South Africa          | Advocate who combats corruption |
|                        | Zoleka Mandela          | South Africa          | Writer – survivor of addictions, sexual abuse and cancer. Granddaughter of Nelson Mandela.                                                                        |

#### Pionierat
| Imagine | Nume                    | Naționalitate              | Descriere                                                                                                |
| ------- | ----------------------- | -------------------------- | --- |
|         | Asel Sadyrova           | Kyrgyzstan                 | Archer                                                                                                   |
|         | Chan Yuen-ting          | Hong Kong                  | Football manager                                                                                         |
|         | Chanira Bajracharya     | Nepal                      | Former "living goddess" or Kumari                                                                        |
|         | Churan Zheng            | People's Republic of China | Women's rights activist arrested for planning protest against sexual harassment on public transportation |
|         | Cindy Meston            | Canada                     | Professor of clinical psychology                                                                         |
|         | Ellinah Ntombi Wamukoya | Eswatini                   | First woman to become a bishop of the Anglican Church of Southern Africa                                 |
|         | Erin McKenney           | United States              | Science award winner                                                                                     |
|         | Gouri Chindarkar        | India                      | Computer engineering student of the "School in the Cloud"                                                |
|         | Jane Elliott            | United States              | Educator, author and anti-racism activist                                                                |
|         | Katherine Johnson       | United States              | Space scientist who was a mathematician for NASA                                                         |
|         | Lhakpa Sherpa           | Nepal                      | Mountaineer who has climbed Mount Everest seven times.                                                   |
|         | Lucy Finch              | Malawi                     | Palliative care nurse and founder of Malawi's only hospice                                               |
|         | Mary Akrami             | Afghanistan                | Women's shelter director and founder of refuge for abused women                                          |
|         | Megan Beveridge         | United Kingdom Scotland    | First female "lone piper" at the Royal Edinburgh Military Tattoo                                         |
|         | Omotade Alalade         | Nigeria                    | Founder of BeiBei Haven Foundation, helping those struggling with infertility                            |
|         | Sherin Khankan          | Denmark                    | Imam |
|         | Shirin Gerami           | Iran                       | First "Ironwoman" triathlete in Iran                                                                     |
|         | Sian Williams           | United Kingdom Wales       | Rugby player                                                                                             |
|         | Stephanie Harvey        | Canada                     | Professional e-gamer "missharvey"                                                                        |
|         | Yasmine Mustafa         | Kuwait                     | Entrepreneur, CEO of ROAR for Good                                                                       |

| Imagine | Nume                  | Naționalitate          | Descriere                                                                        |
| ------- | --------------------- | ---------------------- | -------------------------------------------------------------------------------- |
|         | Ashwaq Moharram       | Yemen                  | Doctor dealing with starvation in Hudaydah                                       |
|         | Becci Wain            | United Kingdom         | Healthcare assistant and former self-harmer who challenged supermarket policy    |
|         | Carolina de Oliveira  | Lebanon Syria          | Actor and Mental health activist                                                 |
|         | Dalia Sabri           | Jordan                 | Blind music teacher                                                              |
|         | Erin Sweeny           | Australia              | Psychologist                                                                     |
|         | Karima Baloch         | Pakistan (Balochistan) | Balochistan independence campaigner; died under suspicious circumstances in 2020 |
|         | Kathy Murray          | United States          | Relationship coach and co-author of "Surrendered Wives Empowered Women"          |
|         | Khadija Ismayilova    | Azerbaijan             | Journalist                                                                       |
|         | Mao Kobayashi         | Japan                  | Newsreader and cancer blogger                                                    |
|         | Marta Sánchez Soler   | Mexico                 | Sociologist, activist and President of the Mesoamerican Migrant Movement         |
|         | 'Mary'                | Kenya                  | Survivor of al-Shabab rape                                                       |
|         | Mercedes Doretti      | Argentina              | Forensic anthropologist who investigates crimes against humanity                 |
|         | Morena Herrera        | El Salvador            | Philosopher and Abortion activist                                                |
|         | Nagira Sabashova      | Kyrgyzstan             | Wrestler                                                                         |
|         | Natalia Ponce de Leon | Colombia               | Human rights activist and acid attack victim                                     |
|         | Pashtun Rahmat        | Afghanistan            | Police officer                                                                   |
|         | Saalumarada Thimmakka | India                  | 105-year-old environmentalist                                                    |
|         | Stephanie Yim Bell    | United States          | Korean-American professional wrestler, then known as Jade                        |
|         | Traci Houpapa         | New Zealand            | Company director                                                                 |
|         | Um-Yehia              | Syria                  | Nurse                                                                            |

### 2015
Lista anului 2015 a fost alcătuită din multe nume internaționale notabile, precum și din femei necunoscute, dar care reprezentau probleme cu care se confruntă femeile. În acest an, lista s-a concentrat pe octogenarele care împărtășesc lecții de viață; regizoare de filme despre „fete de treabă”; asistente medicale; cinci femei de profil; 30 de antreprenori sub 30 de ani.
Femeile din 2015 proveneau din 51 de țări și nu reprezentau neapărat modele standard: o femeie cu depresie, o femeie care pledează pentru acces egal la toalete, o femeie care încurajează alte femei să evite machiajul excesiv și o nomadă.

#### Interviurile celor 100 de femei (cinci femei de profil)
| Imagine | Nume           | Țară                        | Ocupație                                           |
| ------- | -------------- | --------------------------- | -------------------------------------------------- |
| </img>  | Fatou Bensouda | Gambia                      | Procuror-șef la Curtea Penală Internațională (CPI) |
| </img>  | Bobbi Brown    | Statele Unite               | Make-up artist și antreprenor                      |
| </img>  | Sania Mirza    | India                       | Jucătoare de tenis                                 |
| </img>  | Hilary Swank   | Statele Unite               | Actriță                                            |
| </img>  | Alek Wek       | Regatul Unit Sudanul de Sud | Model/ambasador ONU                                |

#### 30 de antreprenori sub 30 de ani
| Imagine | Nume                   | Țară                           | Ocupație                                                  |
| ------- | ---------------------- | ------------------------------ | --------------------------------------------------------- |
|         | Antonia Albert         | Austria                        | Fondatoare, asistență și îngrijire medicală               |
|         | Victoria Alonsoperez   | Uruguay                        | Co-fondator, ieeTECH                                      |
|         | Paulina Arreola        | Mexic                          | CEO și co-foundator, Lavadero                             |
|         | Meryl Benitah          | Franța                         | Fondator, La Boite Qui Cartonne                           |
|         | Leimin Duong           | Australia                      | Fondator, Zeven Lemon Beerworks                           |
|         | Elissa Freiha          | Emiratele Arabe Unite Sudan    | Co-fondator, WOMENA                                       |
|         | Melanie Goldsmith      | Regatul Unit al Marii Britanii | Fondator, Smith and Sinclair                              |
|         | Sara Jane Ho           | Hong Kong                      | Fondator, Institute Sarita                                |
|         | Samantha John          | SUA                            | CTO și co-fondator Hopscotch                              |
|         | Linda Kwamboka         | Kenya                          | Co-fondator, MFarm Ltd                                    |
|         | Zihan Ling             | Republica Populară China       | CEO și fondator, TechBase                                 |
|         | Catherine Mahugu       | Kenya                          | Fondator , Soko                                           |
|         | Karabo Mathang         | Africa de Sud                  | Prima femeie agent de fotbal acreditată din Africa de Sud |
|         | Brit Morin             | SUA                            | CEO și fondator, Brit + Co                                |
|         | Smriti Nagpal          | India                          | Fondator , Atulyakala                                     |
|         | Pauline Ng             | Singapore                      | Co-fondator , Porcelain                                   |
|         | Bel Pesce              | Brazilia                       | Fondator , FazINOVA                                       |
|         | Elsa Prieto            | Franța Spania                  | Director tehnic și co-fondator, Pili Pop                  |
|         | Cristina Randall       | Canada                         | Fondator, Conekta                                         |
|         | Claire Reid            | Africa de Sud                  | Antreprenor, Reel Gardening                               |
|         | Nikita Ridgeway        | Australia                      | CEO și fondator, Dreamtime Ink Australia                  |
|         | Lorrana Scarpioni      | Brazilia                       | Fondator, Bliive                                          |
|         | Rasha Shehada          | Palestina                      | Director, Diamond Line FZE                                |
|         | Zuzanna Stańska        | Polonia                        | Antreprenor, creator, DailyArt app                        |
|         | Michelle Sun           | Hong Kong                      | Fondator, First Code Academy                              |
|         | Julie Sygiel           | SUA                            | Fondator, Dear Kate                                       |
|         | Kanika Tekriwal        | India                          | CEO și fondator, JetsetGo                                 |
|         | Lizanne Teo            | Singapore                      | Co-fondator, Upsurge                                      |
|         | Jana Tepe              | Germania                       | CEO și fondator, Tandemploy                               |
|         | Xian Xu (entrepreneur) | Republica Populară China       | Co-fondator, lanțul de restaurante Cuisines Sous Vide     |

#### Regizoare de filme despre „fete de treabă”
| Imagine | Nume             | Țară            | Ocupație  |
| ------- | ---------------- | --------------- | --------- |
|         | Naomi Bya'Ombe   | Republica Congo | Studentă  |
|         | Massiel Chávez   | Venezuela       | Studentă  |
|         | Ayesha Ishtiaq   | Pakistan        | Studentă  |
|         | Delaney Osborne  | Statele Unite   | Studentă  |
|         | Lubov Ruskina    | Rusia           | Nomadă    |
|         | Nour (pseudonim) | Siria           | Refugiată |

#### Doamne vintage (octogenare)
| Imagine | Nume                       | Țară         | Ocupație                          |
| ------- | -------------------------- | ------------ | --------------------------------- |
| </img>  | Nawal el-Sadaawi           | Egipt        | Scriitor                          |
| </img>  | Kamini Kaushal             | India        | Actriță de la Bollywood           |
|         | Jenni Rhodes               | Regatul Unit | Designer textil                   |
|         | Louise Schwartz (showgirl) | Jamaica      | Showgirl și interpretă de cabaret |
|         | Tin Tin Yu (profesor)      | Myanmar      | Profesor pensionar                |

#### Asistente
| Imagine | Nume                      | Țară                    | Ocupație                                 |
| ------- | ------------------------- | ----------------------- | ---------------------------------------- |
|         | Eveles Chimala            | Malawi                  | Moașă                                    |
|         | Aissa Edon                | Franța Mali             | Moașă                                    |
|         | Azza Jadalla              | Palestina               | Asistentă                                |
|         | Misraa Jimaa              | Etiopia                 | Lucrătoare în domeniul sănătății         |
|         | Tina Lavanda              | Regatul Unit            | Moașă                                    |
|         | Marie-Ange Zimndou Koutou | Republica Centrafricană | Asistentă medicală într-o zonă de război |

#### Pentru și mai multă inspirație
| Imagine | Nume                                           | Țară                       | Ocupație                                            |
| ------- | ---------------------------------------------- | -------------------------- | --------------------------------------------------- |
|         | Nicola Adams                                   | United Kingdom             | Boxer                                               |
|         | Muzzon al-Mellehan                             | Syria                      | Activist                                            |
|         | Siba Alaradi                                   | Syria                      | Structural engineer                                 |
|         | Sonita Alizadeh                                | Afghanistan                | Rapper                                              |
|         | Niloufar Ardalan                               | Iran                       | Footballer                                          |
|         | Masoumeh Ataei                                 | Iran                       | Acid attack survivor                                |
|         | Xyza Bacani                                    | Pillippines                | Photographer                                        |
|         | Alimata Bara                                   | Burkino Faso               | Trader                                              |
|         | Sana Ben Ashour                                | Tunisia                    | Civil society activist                              |
|         | Nicola Benedetti                               | United Kingdom             | Musician                                            |
|         | Asha Bhosle                                    | India                      | Singer                                              |
|         | Cecilia Bouzat                                 | Argentina                  | Biophysicist                                        |
|         | Rivka Carmi                                    | Israel                     | Geneticist                                          |
|         | Estela de Carlotto                             | Argentina                  | Human rights activist                               |
|         | Nkosazana Dlamini-Zuma                         | South Africa               | Physician and chair of the African Union Commission |
|         | Isabel dos Santos                              | Angola                     | Investor                                            |
|         | Ernestina Edem Appiah                          | Ghana                      | Social entrepreneur and founder, Ghana Code Club    |
|         | Jana Elhassan                                  | Lebanon                    | Novelist                                            |
|         | Paula Escobar                                  | Chile                      | Magazine editor                                     |
|         | Monir Farmanfarmaian                           | Iran                       | Artist                                              |
|         | Claire Fox                                     | United Kingdom             | Writer and broadcaster                              |
|         | Uta Frith                                      | Germany                    | Psychologist                                        |
|         | Alina Gracheva                                 | Moldova                    | Camerawoman                                         |
|         | Megan Grano                                    | United States              | Comedian                                            |
|         | Alice Gray                                     | United Kingdom             | Science blogger                                     |
|         | Michaela Hollywood                             | United Kingdom             | Fundraiser for disabled people                      |
|         | Ella Ingram (activist)                         | Australia                  | Activist for mental illness anti-discrimination     |
|         | Somayya Jabarti                                | Saudi Arabia               | Newspaper editor, Saudi Gazette                     |
|         | Tahmina Kohistani                              | Afghanistan                | Olympic sprinter                                    |
|         | Rimppi Kumari                                  | India                      | Farmer                                              |
|         | Zimasa Mabela                                  | South Africa               | Naval captain                                       |
|         | Emi Mahmoud                                    | Sudan United States        | Poet                                                |
|         | Amara Majeed                                   | United States              | Hijab activist and author                           |
|         | Nemata Majeks-Walker                           | Sierra Leone               | Women's rights activist                             |
|         | Katrine Marcal                                 | Sweden                     | Economist, writer and journalist                    |
|         | Muniba Mazari                                  | Pakistan                   | Artist and anchorwoman                              |
|         | Jessy McCabe                                   | United Kingdom             | Student                                             |
|         | Verashni Pillay                                | South Africa               | Newspaper editor, Mail &amp; Guardian               |
|         | Irina Polyakova                                | Russia                     | Paralympian                                         |
|         | Neyda Rojas                                    | Venezuela                  | Nun                                                 |
|         | Rabia Salihu Said                              | Nigeria                    | Physicist                                           |
|         | Amina Sboui                                    | Tunisia                    | Writer and women's rights activist                  |
|         | Patricia Scotland, Baroness Scotland of Asthal | United Kingdom             | Trade envoy                                         |
|         | Mumtaz Shaikh                                  | India                      | Human rights activist                               |
|         | Nareen Shammo                                  | Iraq                       | Political activist and journalist                   |
|         | Rotana Tarabzouni                              | Saudi Arabia               | Singer/songwriter                                   |
|         | Li Tingting                                    | People's Republic of China | Human rights activist                               |
|         | Sophie Walker                                  | United Kingdom             | Leader of the Women's Equality Party                |

### 2014
Lista din 2014 a continuat eforturile inițiativei din primul an.
| Imagine | Nume                     | Țară                                | Ocupație                                                                             |
| ------- | ------------------------ | ----------------------------------- | ------------------------------------------------------------------------------------ |
|         | SDr Yasmin Altwaijri     | Saudi Arabia                        | Mental health and obesity scientist                                                  |
|         | Conchita Wurst           | Austria                             | Singer                                                                               |
|         | Laura Bates              | United Kingdom                      | Founder, Everyday Sexism project                                                     |
|         | Pinky Lilani             | United Kingdom                      | Founder, Asian Women of Achievement Awards                                           |
|         | Ruby Chakravarti         | India                               | Women's rights campaigner                                                            |
|         | Susie Orbach             | United Kingdom                      | Psychotherapist                                                                      |
|         | Pontso Mafethe           | Zimbabwe                            | Women's programme manager, Comic Relief                                              |
|         | Kate Shand               | United Kingdom                      | Managing director of Enjoy Education                                                 |
|         | Shappi Khorsandi         | United Kingdom                      | Comedian                                                                             |
|         | Shazia Saleem            | United Kingdom                      | Founder ieat Foods                                                                   |
|         | Wai Wai Nu               | Myanmar                             | Director, Women Peace Net                                                            |
|         | Michaela Bergman         | United Kingdom                      | Chief Counsellor for Social Issues, European Bank for Reconstruction and Development |
|         | Paula Moreno             | Colombia                            | Founder of peace foundation Manos Visibles                                           |
|         | Rubana Huq               | Bangladesh                          | Textile manufacturer                                                                 |
|         | Lucy-Anne Holmes         | United Kingdom                      | Founder, No More Page Three campaign                                                 |
|         | Brianna Stubbs           | United Kingdom                      | Rower for Great Britain and Oxford PhD Scientist                                     |
|         | Matilda Tristam          | United Kingdom                      | Comics writer                                                                        |
|         | Nigar Nazar              | Pakistan                            | Cartoonist                                                                           |
|         | Sharmeen Obaid Chinoy    | Pakistan                            | Documentary film-maker                                                               |
|         | Uldus Bakhtiozina        | Russia                              | Photographer                                                                         |
|         | Lesley Yellowlees        | United Kingdom                      | First female president, Royal Society of Chemistry                                   |
|         | Rebecca Gomperts         | Netherlands                         | Founder, Women on Waves                                                              |
|         | Katherine Brown          | United Kingdom                      | Academic, King's College London                                                      |
|         | Emily Kasyoka            | Kenya                               | Boxer, Kenya                                                                         |
|         | Aowen Jin                | United Kingdom                      | Chinese-born British artist                                                          |
|         | Eliza Rebeiro            | United Kingdom                      | Founder of Lives not Knives                                                          |
|         | Muge Iplikci             | Turkey                              | Journalist                                                                           |
|         | Natumanya Sarah          | Uganda                              | Educator                                                                             |
|         | Linda Tirado             | United States                       | Campaigner                                                                           |
|         | Alice Hagan              | United Kingdom                      | Technician at healthcare company BTG                                                 |
|         | May Tha Hla              | Myanmar                             | Food aid social worker                                                               |
|         | Rainatou Sow             | Guinea                              | Founder of Make Every Woman Count                                                    |
|         | Justa Canaviri           | Bolivia                             | Celebrity chef, Bolivia                                                              |
|         | Heather Jackson          | United Kingdom                      | Women's business campaigner                                                          |
|         | Ruby Wax                 | United States                       | Mental health campaigner and comic                                                   |
|         | Umm Ahmed                | Iraq                                | Sole provider for her family                                                         |
|         | Xiaolu Guo               | People's Republic of China          | Novelist and film-maker                                                              |
|         | Hind Hobeika             | Lebanon                             | Founder of Instabeat                                                                 |
|         | Molly Case               | United Kingdom                      | Student nurse and Women of the Future Ambassador                                     |
|         | Joyce Banda              | Malawi                              | Former President of Malawi                                                           |
|         | Saadia Zahidi            | Pakistan                            | Managing Director at the World Economic Forum                                        |
|         | Aditi Mittal             | India                               | Stand-up comedian                                                                    |
|         | Jess Butcher             | United Kingdom                      | Co-founder of Blippar                                                                |
|         | Farah Mohamed            | United States                       | Founder, Girls 20 summit                                                             |
|         | Katy Tuncer              | United Kingdom                      | Founder, Ready Steady Mums                                                           |
|         | Smruti Sriram            | United Kingdom                      | Founder, Wings of Hope & Achievement Awards                                          |
|         | Darshan Karki            | Nepal                               | Opinion-piece editor at Kathmandu Post daily, blogger                                |
|         | Brooke Magnanti          | United States United Kingdom        | Forensic scientist, author, former sex worker                                        |
|         | Chipo Chung              | Zimbabwe People's Republic of China | Actor and activist                                                                   |
|         | Pinar Ogunc              | Iraq                                | Journalist writing about women's issues and the Kurdish political movement           |
|         | Sabina Kurgunayeva       | Azerbaijan                          | Footballer who also runs her own bicycle rental business                             |
|         | Kate Wilson              | United Kingdom                      | Founder of independent children's book publisher, Nosy Crow                          |
|         | Betty Lalam              | Uganda                              | Director of women's community organisation, Gulu War Affected Training Centre        |
|         | Arabella Dorman          | United Kingdom                      | War artist                                                                           |
|         | Andy Kawa                | South Africa                        | Businesswoman and social entrepreneur                                                |
|         | Bahia Shehab             | Lebanon Egypt                       | Artist, designer and art historian                                                   |
|         | Divya Sharma             | India                               | Science student                                                                      |
|         | Jocelyn Bell Burnell     | United Kingdom                      | Scientist who discovered Pulsars                                                     |
|         | Eleni Antoniadou         | Greece                              | Co-founder Transplants Without Donors                                                |
|         | Shelina Zahra Janmohamed | United Kingdom                      | Blogger, columnist and author                                                        |
|         | Salinee Tavaranan        | Thailand                            | Engineer and social entrepreneur                                                     |
|         | Hatoon Kadi              | Saudi Arabia                        | Comedian                                                                             |
|         | Brie Rogers Lowery       | United Kingdom                      | Director of Change.org                                                               |
|         | Balvinder Saund          | United Kingdom                      | Chair of Women's Sikh Alliance                                                       |
|         | Cora Sherlock            | Ireland                             | Pro-life campaigner and blogger                                                      |
|         | Alaa Murabit             | Canada Libya                        | Founder, The Voice of Libyan Women                                                   |
|         | Bushra El-Turk           | United Kingdom Lebanon              | Composer for London Symphony Orchestra                                               |
|         | Kim Winser               | United Kingdom                      | Founder, Winser London                                                               |
|         | Arzu Geybullayeva        | Azerbaijan                          | Blogger                                                                              |
|         | Judith Webb              | United Kingdom                      | First female commander of an all-male British Army squadron                          |
|         | Sarah Hesterman          | Qatar                               | Equal rights campaigner                                                              |
|         | Sana Saleem              | Pakistan                            | Pakistani campaigner against Internet censorship                                     |
|         | Asma Mansour             | Tunisia                             | Co-founder of Tunisian Centre for Social Entrepreneurship                            |
|         | Diana Nammi              | United Kingdom                      | Kurdish women's rights campaigner against "honour killing"                           |
|         | Funmi Iyanda             | Nigeria                             | Talk show host, journalist, activist                                                 |
|         | Karen Masters            | United Kingdom                      | Scientist at the Institute of Cosmology and Gravitation                              |
|         | Khuloud Saba             | Syria                               | Researcher and public health worker                                                  |
|         | Yolanda Wang Yixuan      | People's Republic of China          | Women's rights campaigner                                                            |
|         | Ayesha Mustafa           | United Kingdom                      | Founder and director of FashionComPassion.co.uk                                      |
|         | Obiageli Ezekwesili      | Nigeria                             | Former World Bank Vice President for Africa and Former Minister for Education        |
|         | Tehmina Kazi             | United Kingdom                      | Director of British Muslims for Secular Democracy                                    |
|         | Sophi Tranchell          | United Kingdom                      | Head of Divine Chocolate                                                             |
|         | Boghuma Kabisen Titanji  | Cameroon                            | Virologist and campaigner for ethical medical research                               |
|         | Dwi Rubiyanti Kholifah   | Indonesia                           | Women's movement leader                                                              |
|         | Anjali Ramachandran      | United Kingdom                      | Head of Innovation at PHD                                                            |
|         | Yas Necati               | United Kingdom                      | Campaigner for better sex education                                                  |
|         | Yeonmi Park              | South Korea                         | Activist raising awareness of the plight of her people in North Korea                |
|         | Irene Li                 | Hong Kong                           | Citizen journalist who took part in and documented protests                          |
|         | Sandee Pyne              | Myanmar                             | Chief executive of Community Partners International, focused on aid                  |
|         | Temie Giwa               | Nigeria United States               | Founder of the One Percent Project, facilitating blood donation                      |
|         | Kavita Krishnan          | India                               | Secretary, All India Progressive Women's Association                                 |
|         | Sarah Khan               | Pakistan                            | Filmmaker and campaigner                                                             |
|         | Nicky Moffat             | United Kingdom                      | Highest Ranked woman in British Armed Forces                                         |
|         | Alice Powell             | United Kingdom                      | Racing driver and first female to win a Formula Renault Championship                 |
|         | Misty Haith              | United Kingdom                      | Research Engineer at Imperial College London                                         |
|         | Sally Sabry              | Egypt                               | Businesswoman                                                                        |
|         | Kate Smurthwaite         | United Kingdom                      | Comedian and activist                                                                |
|         | Susana Lopez             | Mexico                              | Virologist specialising in rotavirus                                                 |
|         | Jaya Luintel             | Nepal                               | Journalist and women's rights advocate                                               |
|         | Nicola Sturgeon          | Scotland United Kingdom             | First Minister of Scotland                                                           |

### 2013
Evenimentul din 2013 a fost reprezentat de o serie BBC care s-a derulat pe parcursul lunii octombrie. Seria a examinat rolul femeilor în secolul al XXI-lea și a culminat cu un eveniment desfășurat la BBC Broadcasting House din Londra, Regatul Unit, pe 25 octombrie 2013, care a implicat o sută de femei din întreaga lume, toate provenind din medii diferite de viață. Ziua a inclus dezbateri și discuții la radio, televiziune și online, în care participanții au fost rugați să-și spună opiniile despre problemele cu care se confruntă femeile.
Evenimentul desfășurat pe 25 octombrie 2013 a cuprins 100 de femei din toate categoriile sociale.
| Imagine | Nume                       | Ocupație                                                                                 |
| ------- | -------------------------- | ---------------------------------------------------------------------------------------- |
|         | Salwa Abu Libdeh           | Palestinian television journalist                                                        |
|         | Madawi Al-Rasheed          | Saudi academic and gender expert                                                         |
|         | Nadia Al-Sakkaf            | Editor, Yemen Times                                                                      |
|         | Sreymom Ang                | Cambodian fashion designer                                                               |
|         | Anna Arrowsmith            | English porn film director                                                               |
|         | Joyce Aoko Aruga           | Student teacher in Kenya                                                                 |
|         | Moe Thuzar Aung            | Myanmar state broadcast                                                                  |
|         | Rehana Azib                | London-based barrister                                                                   |
|         | Firuza Aliyeva             | Associate Director, Azerbaijan Diplomatic Academy                                        |
|         | Zainab Hawa Bangura        | UN special representative on sexual violence in conflict                                 |
|         | Michaela Bergman           | Chief Counsellor for Social Issues, European Bank for Reconstruction and Development     |
|         | Claire Bertschinger        | Anglo-Swiss nurse whose work inspired Live Aid                                           |
|         | Ingrid Betancourt          | French-Colombian former politician and FARC hostage                                      |
|         | Cherie Blair               | British barrister and philanthropist                                                     |
|         | Emma Bonino                | Minister of Foreign Affairs, Italy                                                       |
|         | Yvonne Brewster            | Stage director, teacher and writer                                                       |
|         | Gurinder Chadha            | British-Asian film director                                                              |
|         | Nervana Mahmoud            | Egyptian blogger and commentator                                                         |
|         | Irina Chakraborty          | Russian-Finnish-Indian engineer                                                          |
|         | Shadi Sadr                 | Iranian lawyer and human rights defender                                                 |
|         | Chipo Chung                | Chinese-Zimbabwean actor and activist                                                    |
|         | Helen Clark                | Head of UN Development Programme, former New Zealand Prime Minister                      |
|         | Diane Coyle                | Economist, writer and blogger                                                            |
|         | Caroline Criado Perez      | British journalist and feminist campaigner                                               |
|         | Jody Day                   | Founder of Gateway Women, a network for childless women                                  |
|         | Es Devlin                  | British theatre designer                                                                 |
|         | Klára Dobrev               | Hungarian lawyer and economist                                                           |
|         | Efua Dorkenoo              | Ghanaian Senior Advisor to Equality Now and campaigner against female genital mutilation |
|         | Sigridur Maria Egilsdottir | Iceland's champion debater                                                               |
|         | Marwa El-Daly              | Egyptian grassroots activists, founder of the Waqfeyat Foundation                        |
|         | Bushra El-Turk             | British-Lebanese composer                                                                |
|         | Obiageli Ezekwesili        | Senior adviser, Open Society Foundations                                                 |
|         | Caroline Farrow            | Catholic writer, blogger and pro-life activist                                           |
|         | Anne Stella Fomumbod       | Women's rights activist, Cameroon                                                        |
|         | Teresa Forcades            | Radical Spanish nun                                                                      |
|         | Razan Ghazzawi             | Syrian blogger and activist                                                              |
|         | Rebecca Gomperts           | Dutch doctor, head of Women on Waves                                                     |
|         | Tanni Grey-Thompson        | Winner of 11 Paralympic Games gold medals                                                |
|         | Parveen Hassan             | Conservative women's organiser, UK                                                       |
|         | Barbara Hewson             | Senior barrister, UK                                                                     |
|         | Anis Hidayah               | Indonesian activist working on migrant worker rights                                     |
|         | Deborah Hopkins            | British mother and political activist                                                    |
|         | Rose Hudson-Wilkin         | Jamaican born British priest                                                             |
|         | Bettany Hughes             | Historian, author, broadcaster                                                           |
|         | Rubana Huq                 | Bangladeshi textile manufacturer                                                         |
|         | Leyla Hussein              | Co-founder, Daughters of Eve, anti-violence campaigner                                   |
|         | Heather Jackson (CEO)      | CEO of An Inspirational Journey and founder of The Women's Business Forum                |
|         | Shelina Zahra Janmohamed   | Blogger, columnist and author                                                            |
|         | Laura Janner-Klausner      | Movement rabbi, specializing in Reform Judaism                                           |
|         | Aowen Jin                  | Chinese contemporary artist                                                              |
|         | Andy Kawa                  | South African businesswoman, anti-violence campaigner                                    |
|         | Tehmina Kazi               | Director, British Muslims for a Secular Democracy                                        |
|         | Jude Kelly                 | Artistic Director, Southbank Centre                                                      |
|         | Fereshteh Khosroujerdy     | Visually impaired Iranian singer                                                         |
|         | Azadeh Kian                | Iranian academic and gender specialist                                                   |
|         | Kanya King                 | CEO and founder, Mobo                                                                    |
|         | Fawzia Koofi               | MP and former Deputy Speaker, Afghan National Parliament                                 |
|         | Dina Korzun                | Russian actor and charity activist                                                       |
|         | Martha Lane-Fox            | UK technology entrepreneur                                                               |
|         | Paris Lees                 | Transgender broadcaster                                                                  |
|         | Ann Leslie                 | Journalist                                                                               |
|         | Sian Lindley               | Researcher in social technology                                                          |
|         | Pontso Mafethe             | Programme manager, Comic Relief                                                          |
|         | Brooke Magnanti            | Forensic scientist, author, former sex worker                                            |
|         | Mmasekgoa Masire-Mwamba    | Deputy Secretary General, the Commonwealth                                               |
|         | Shirley Meredeen           | Founding member, Growing Old Disgracefully                                               |
|         | Samar Samir Mezghanni      | Record-breaking young Tunisian writer                                                    |
|         | Shazia Mirza               | British comedian                                                                         |
|         | Aditi Mittal               | Indian comedian                                                                          |
|         | Rosmery Mollo              | Indigenous Bolivian activist                                                             |
|         | Orzala Ashraf Nemat        | Afghan scholar and civil society activist                                                |
|         | Pauline Neville-Jones      | Former UK Security and Counter-Terrorism Minister                                        |
|         | Susie Orbach               | Psychotherapist and author                                                               |
|         | Mirina Paananen            | Islamic researcher                                                                       |
|         | Claudia Paz y Paz          | Attorney General, Guatemala                                                              |
|         | Mariane Pearl              | French journalist, founder of Chime for Change                                           |
|         | Laura Perrins              | Stay-at-home mother                                                                      |
|         | Charlotte Raven            | British feminist and journalist                                                          |
|         | Gail Rebuck                | Chief executive, Random House UK                                                         |
|         | Justine Roberts            | Founder, Mumsnet                                                                         |
|         | Sarah Rogers               | Voice of Women community radio, Sierra Leone                                             |
|         | Fatima Said                | British-Egyptian pro-democracy advocate                                                  |
|         | Balvinder Saund            | Chair of Sikh Women's Alliance                                                           |
|         | Kamila Shamsie             | UK-based Pakistani writer                                                                |
|         | Divya Sharma               | Indian electronics and communications engineer                                           |
|         | Bahia Shehab               | Lebanese-Egyptian artist, designer and art historian                                     |
|         | Joanna Shields             | Chair and CEO, Tech City Investment Organisation                                         |
|         | Stephanie Shirley          | Businesswoman and philanthropist                                                         |
|         | Clare Short                | British politician, former International Development Secretary                           |
|         | Jacqui Smith               | Former UK Home Secretary                                                                 |
|         | Kate Smurthwaite           | British stand-up comedian and activist                                                   |
|         | Rainatou Sow               | Guinean founder, Make Every Woman Count                                                  |
|         | Louise Stephenson          | Trainee counsellor, UK                                                                   |
|         | May Tha Hla                | Founder, Helping The Burmese Delta                                                       |
|         | Natasha Walter             | British feminist writer and campaigner                                                   |
|         | Judith Webb                | First female commander of all-male British Army squadron                                 |
|         | Saadia Zahidi              | Head of Gender Parity and Human Capital, World Economic Forum                            |
|         | Dinara Zhorobekova         | Student, Kyrgyzstan                                                                      |
|         | Gemma Godfrey              | Board director, broadcaster                                                              |
|         | Martina Navratilova        | 18-time Grand Slam singles tennis champion                                               |

## Alte participante
| Nume           | Ocupație                                  |
| -------------- | ----------------------------------------- |
| Sarah Walker   | Șefa Colectivului englez de prostituate   |
| Cerrie Burnell | Prezentatoare de televiziune pentru copii |
| Selma James    | Scriitoare și activistă                   |